# 名鉄三河線
三河線（みかわせん）は、愛知県豊田市の猿投駅から愛知県碧南市の碧南駅までを結ぶ名古屋鉄道（名鉄）の鉄道路線。

## 概要
名古屋本線の知立駅から南北に分岐する支線で、名鉄路線の中では名古屋本線に次ぐ路線距離を持つ。路線の前身は三河鉄道で、当初は全線が一体となって運行されていたが、1950年代に知立駅の配線がスイッチバック形状に変更されてからは同駅を境に運用が分断され、以来猿投方面の山地へ向かう北側を山線（やません）、碧南方面の海に近い南側を海線（うみせん）と通称するようになった。2016年3月に導入された駅ナンバリングは山線、海線とで別々の記号が付与された。
三河線ではスプリングポイントが使われており、島式ホームとなっている一部の駅（北新川駅、若林駅、竹村駅の3駅）では右側通行で列車交換を行う。これは構内踏切の配置関係から左側通行より安全であることに加え、かつてタブレット閉塞を実施していた時の名残で、右側通行の方が通過列車の通票交換が容易であったためである。
運賃計算区分はC（運賃計算に用いる距離は営業キロの1.25倍）。すべての駅でmanacaなどの交通系ICカード全国相互利用サービス対応カードが使用できる。

### 営業中の区間

#### 猿投駅 - 知立駅間 （山線）
山線区間は自動車産業が盛んな愛知県豊田市の真ん中を貫いている。同市の玄関駅は豊田市駅で、一駅北の梅坪駅から名古屋の中心へ向かう豊田線（名古屋市内は名古屋市営地下鉄鶴舞線と相互乗り入れ）が分岐している。三河八橋駅付近と豊田市駅 - 越戸駅間は高架線であり、豊田市駅 - 梅坪駅間は豊田線の列車も走るため複線になっている。越戸駅から猿投駅までは、林の中を抜けていくようなローカル色の濃い区間である。2001年に線区の合理化を進めるべく、いち早くワンマン運転を開始した。1973年までは上挙母駅から挙母線が分岐していた。
山線の有人駅は豊田市駅、土橋駅、知立駅の3駅である。乗客の流れは、知立駅からの名古屋本線、あるいは豊田市駅・梅坪駅から豊田線を経て、名古屋などとの往来が主体となるが、豊田市内の自動車関連工場への通勤利用による流れも見られる。近年になって利用者が増加したため、従来の2両編成に替わって4両編成での運行が増加している。
現在、連続立体交差事業による知立駅付近および若林駅付近の高架化工事が進行しており、これに付随して三河知立駅の移転も2024年3月に実施された。

#### 知立駅 - 碧南駅間 （海線）
海線は三州瓦で知られる高浜市を経て衣浦臨海工業地域東岸の碧南市に至る路線で、三河鉄道によって最初に開業した区間でもある。近年は東海旅客鉄道（JR東海）によるダイヤ拡充で東海道本線の利便性が向上し、接続する刈谷駅でJR線に乗り換えて名古屋駅や金山駅などへ向かう乗客が増えている。そのため知立駅経由（名古屋本線直通）で名古屋へ向かう利用客が減少したため、名古屋方面への直通電車を取り止めた。海線区間のうち高架駅は刈谷市駅のみで、三河高浜駅と刈谷駅が橋上駅になっている。知立駅 - 重原駅間、刈谷駅 - 刈谷市駅間が複線化されているが、区間が短いため列車のすれ違いはほとんどない。ワンマン運転は2006年に導入されたが、山線側で採用されたホームへのセンサー取り付けは行われていない。ただし、車両は山線の車両と共通運用である。
海線の有人駅は知立駅、刈谷駅、碧南中央駅の3駅である（高浜市の代表駅である三河高浜駅や終点の碧南駅は無人駅）。乗客の流れは、知立駅からの名古屋本線、あるいは刈谷駅からJRの東海道本線を経て、名古屋などとの往来が主体となっている。

### 廃止区間
廃止区間の西中金 - 猿投間、碧南 - 吉良吉田間は、廃止時点でレールバスを使用しての区間内折り返しワンマン運転で、60分間隔の運行であった。また出入庫の関係上知立までの直通列車も存在していた。平日朝のみ三河平坂駅での折り返しや列車交換も行われていた。

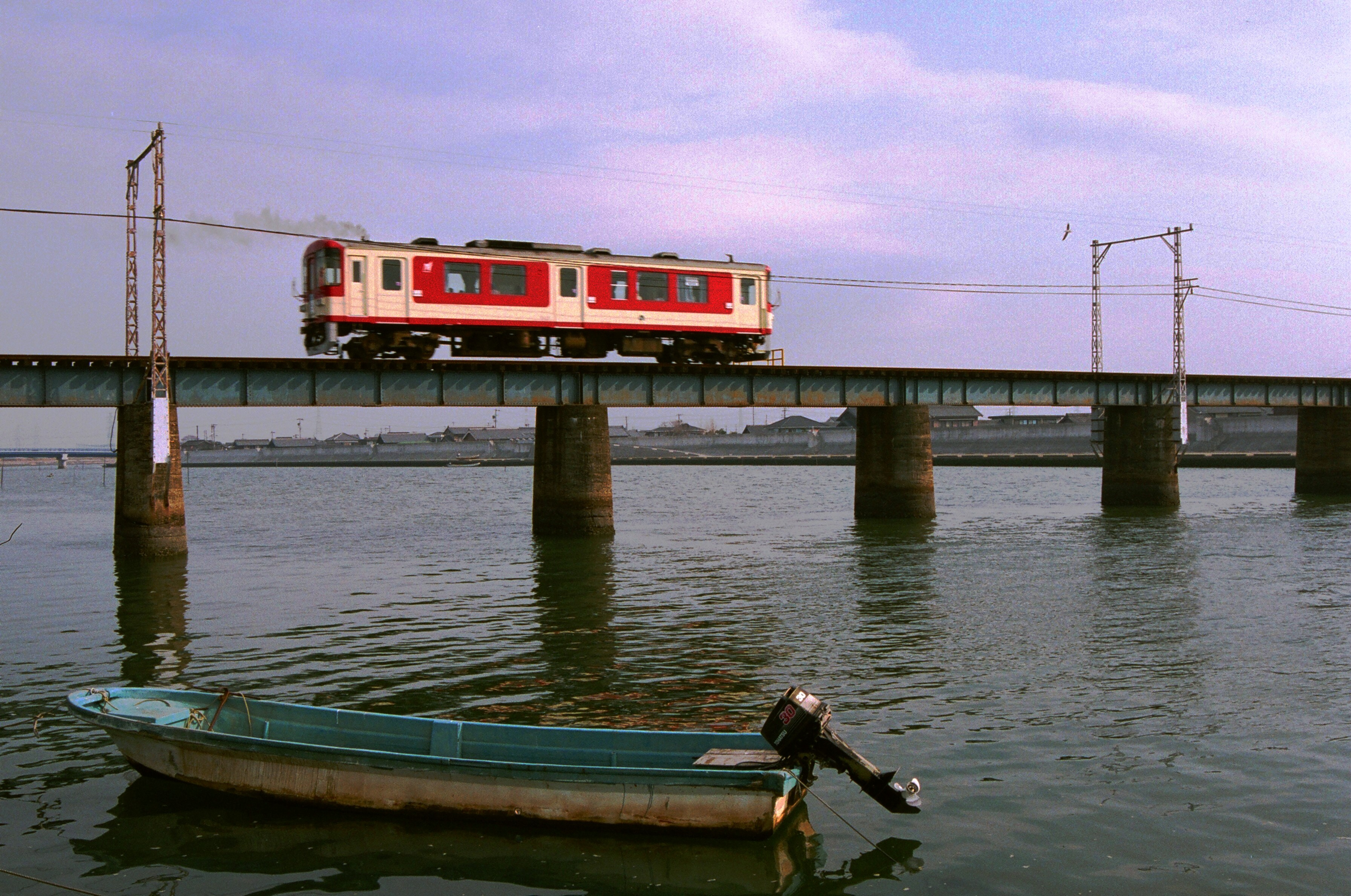
廃止された海線の矢作古川橋梁を渡るキハ30形気動車。（2003年撮影）
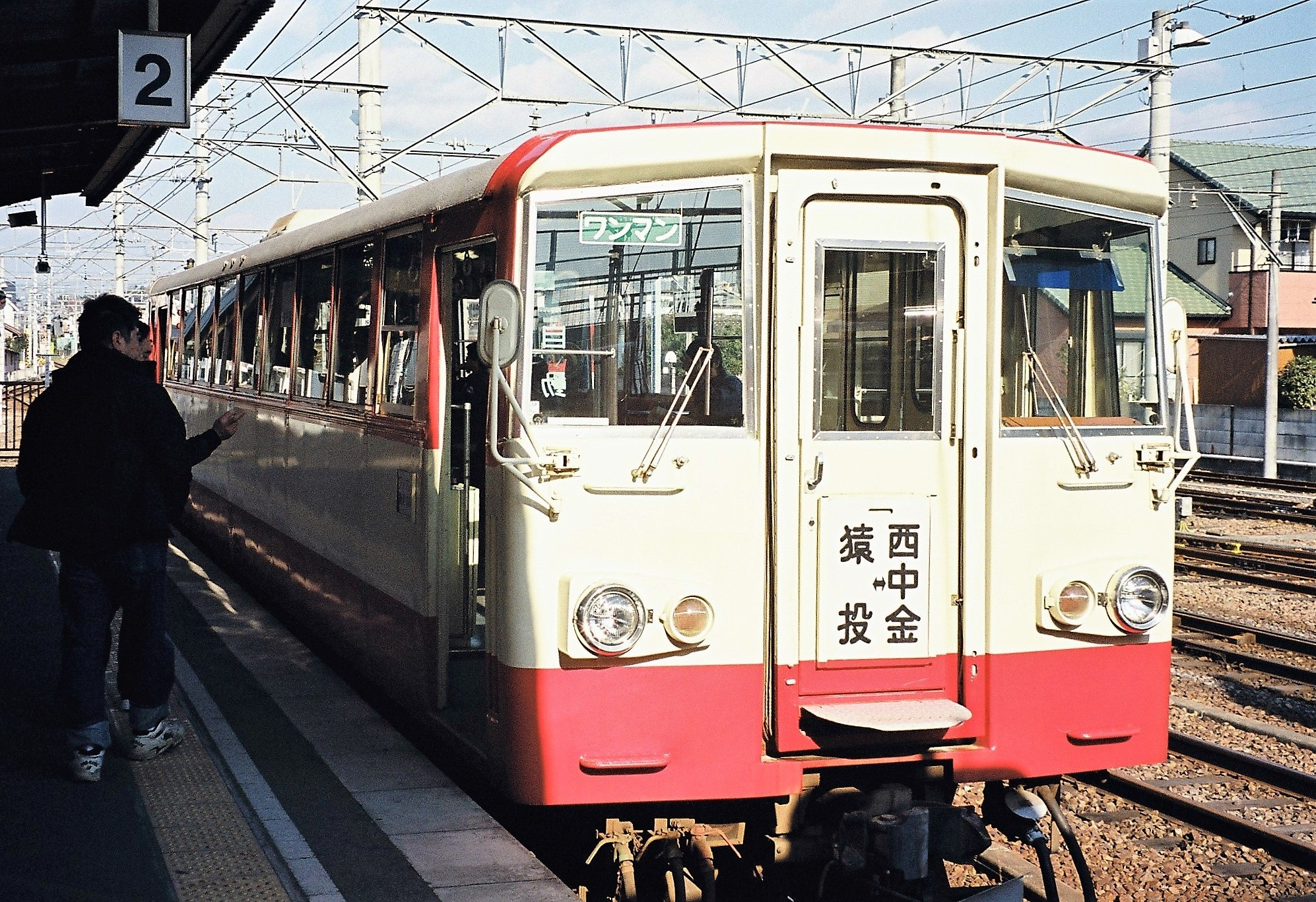
廃止された山線区間を運行していたキハ20形気動車。（2003年撮影）

### 未成区間
山線の終点は西中金駅であったが、三河鉄道が当初足助まで延伸する計画を立てていた。しかし、世界恐慌の影響や用地買収の難航などが足助付近の建設に支障し、路盤のほとんどの完成を見た時には太平洋戦争の開戦に見舞われた。敷設されるはずだったレールは南方戦線に供出されてしまい、ついに電車が走ることのなかったかつての路盤は現在、細い市道となっている。足助は紅葉の名所として知られる香嵐渓があり、毎年秋のシーズンになると国道153号（飯田街道）が激しい渋滞を起こしている。
また、三河鉄道の子会社である新三河鉄道が取得していた八事（名古屋市） - 挙母間の鉄道敷設免許は、会社の合併によって三河鉄道、名鉄へと引き継がれ、紆余曲折を経て赤池 - 梅坪間の名鉄豊田線として開業した。

### 路線データ

#### 営業中の区間
- 路線距離（営業キロ）：猿投 - 碧南間39.8 km
- 軌間：1067mm
- 駅数：23駅（起終点駅を含む）
- 複線区間：梅坪 - 豊田市間、知立 - 重原間（ただし一部区間は2022年10月8日より単線）、刈谷 - 刈谷市間。それ以外は単線。
- 電化区間：直流1500V
- 閉塞方式：自動閉塞式[6]
- 保安装置：M式ATS[6]
- 最高速度：100 km/h[要出典]

#### 廃止区間
データは各区間の廃止時点のもの。
| 区間              | 廃止年 | 路線距離 （営業キロ） | 軌間   | 駅数 | 複線区間         | 電化区間           | 閉塞方式                               |
| ----------------- | ------ | --------------------- | ------ | ---- | ---------------- | ------------------ | -------------------------------------- |
| 西中金 - 猿投間   | 2004年 | 8.6 km                | 1067mm | 4    | なし（全線単線） | なし（全線非電化） | スタフ閉塞式（西中金 - 猿投間で1閉塞） |
| 碧南 - 吉良吉田間 | 2004年 | 16.4 km               | 1067mm | 11   | なし（全線単線） | なし（全線非電化） | 票券閉塞式                             |
| 新川口支線        | 1955年 | 0.6 km                | 1067mm | 1    | なし（全線単線） | 直流1500V          |                                        |
| 大浜口支線        | 1946年 | 0.4 km                | 1067mm | 1    | なし（全線単線） | 不明               |                                        |

1. ↑  猿投駅を除く
2. ↑  碧南駅を除く、吉良吉田駅を含む
3. ↑  交換可能駅は三河平坂駅のみ（同駅では朝のみ係員が派遣されて閉塞扱いが行われ、それ以外の時間帯は碧南・吉良吉田間を1閉塞にした併合閉塞が施行されていた）
4. ↑  新川町駅を除く
5. ↑  大浜港駅（現：碧南駅）を除く

### 起終点について
『鉄道要覧』による起点は猿投駅だが、1941年の名鉄合併時点では蒲郡駅が起点とされていた。これは1936年の三河鹿島駅 - 蒲郡駅間（現、蒲郡線区間。当時は三河鉄道）の開通で蒲郡駅が東京駅に最も近くなったため、猿投（西中金）方面が「下り」になったものと考えられている。また、三河線は歴史的経緯（後述）により、距離を示すキロポストが2つ打たれている（旧・三河知立駅起点と知立駅起点）。
列車運行および旅客案内、列車番号の設定においては、碧南駅から知立駅および知立駅から猿投駅へ向かう列車が下り、逆方向が上りとなっている。

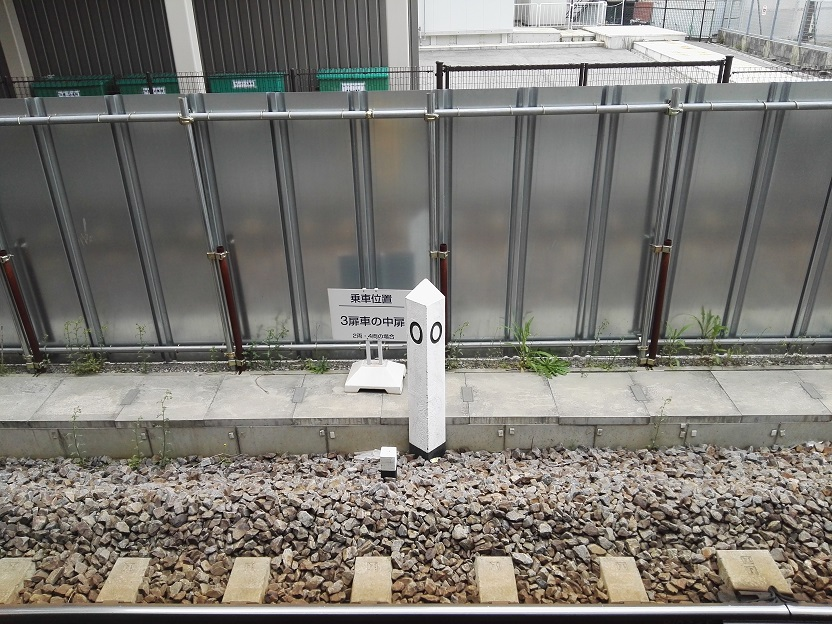
知立駅の0キロポスト
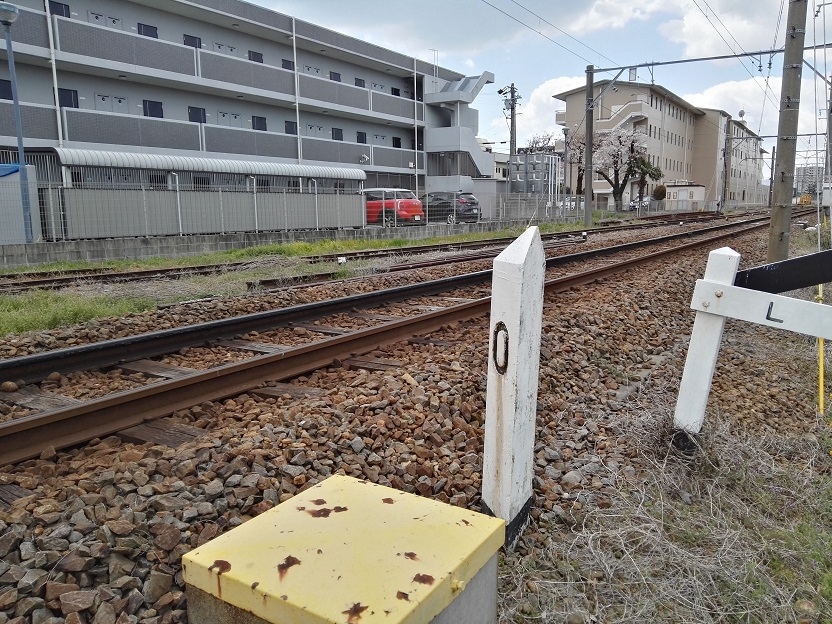
移転前の三河知立駅付近にあった0キロポスト

## 歴史

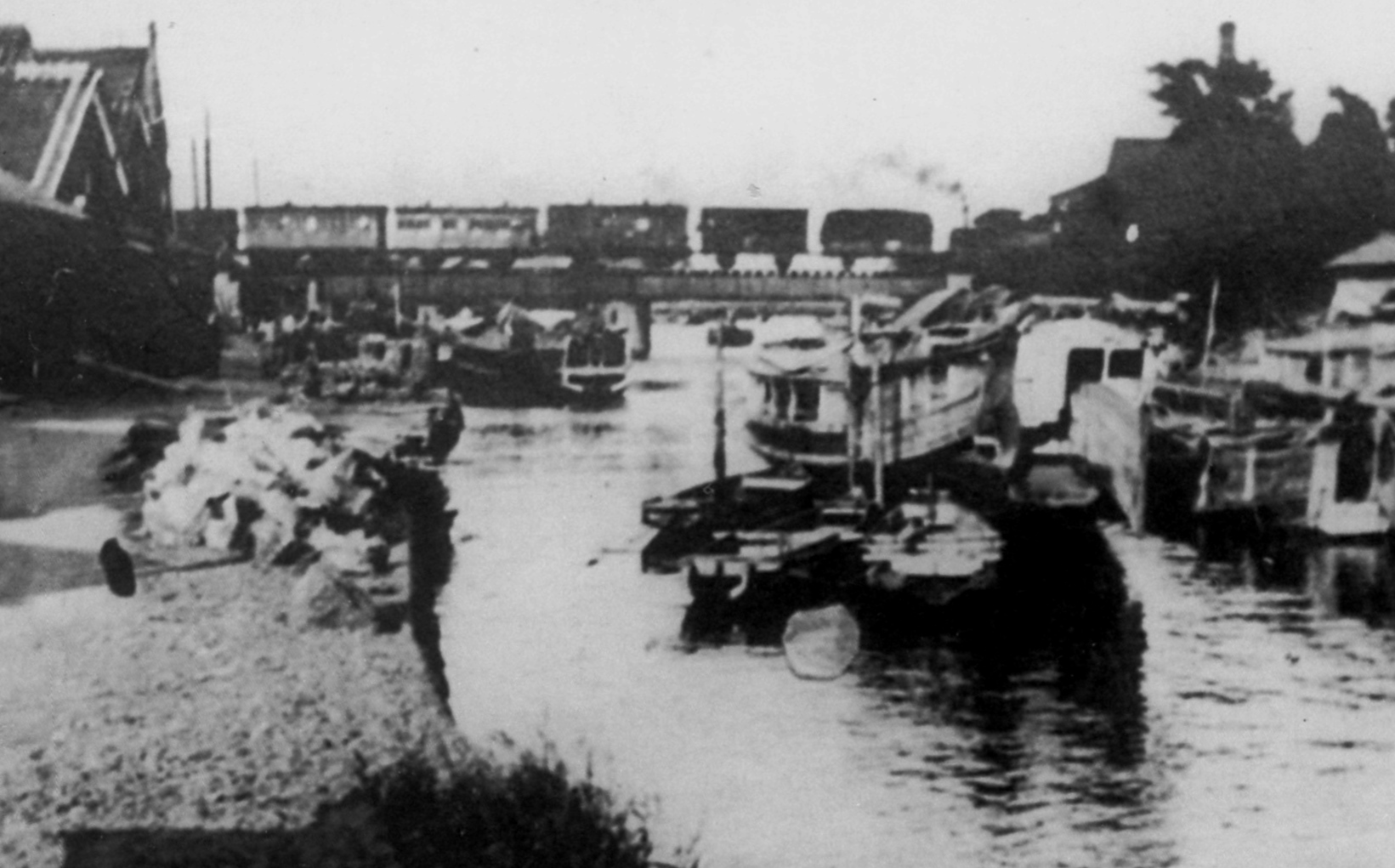
新川を渡る三河鉄道の貨物列車

1910年11月に刈谷出身の代議士三浦逸平や刈谷の有力者大野介蔵、太田平右衛門、高野松次郎らと大阪の才賀電機商会の才賀藤吉ら計31人が発起人となって、大浜（現在の碧南市）から高浜を結び、刈谷駅で東海道線に接続し碧海郡役所のある知立を結ぶ碧海軽便鉄道（軌間762mm 動力蒸気）を申請した。1911年7月に免許が下付されたが、同年8月に知立 - 挙母（豊田市）の敷設免許が下付された才賀が発起人総代の知挙軽便鉄道（軌間762mm 動力蒸気）と合同することになり、1912年5月に創立総会を開き社長は地元の武山勘七が就任。社名を三河鉄道とすること、軌間を762mmから1067mmにすることを決議した。
1913年1月刈谷から大浜港までの工事に着手したが、不況により株式の払込が不調であり、また株主から経営者に対する不満から武山勘七は社長を辞任。久保扶桑にかわった。ようやく1914年2月に刈谷新駅 - 大浜港駅間、1915年10月刈谷新駅 - 知立駅間と旧碧海軽便鉄道の区間が開業した。ただその間社内では1914年9月に久保が死去、さらに事業不振の責任をとって役員全員が辞任するという事態が生じていた。困った株主達は神谷傳兵衛に社長の就任を要請し1916年4月になり神谷は社長となった。
開業時は大浜港（現在の碧南）、新川町、高浜港、吉浜、小垣江、刈谷町（現在の刈谷市）、刈谷新（現在の刈谷）の各駅と北新川の停留所が置かれ、14.5kmの区間を所要時間1時間以上かけて運転されていた。
神谷は1916年11月に臨時株主総会を開き猿投越戸まで路線を延長すること、資本金を125万円にすることを提議し決議を得た。そして自ら沿線町村をまわり株の引受を依頼し応募は順調にすすんだ。路線は1920年7月から順次開通し1922年1月に越戸駅まで開通した。開通してまもなく財政を立て直した神谷は4月に死去した。しばらくの間社長は空席状態が続き、専務に東京渡辺銀行の渡辺勝三郎がついた。1924年2月には増資して資本金を525万円とすることにして北は足助町、南は蒲郡町への延長と既設線の電化を決定した。1926年11月になり2代目神谷傳兵衛が社長に、専務には電気鉄道経営の専門家として伊那電気鉄道社長の伊原五郎兵衛がついた。1926年9月に神谷駅（後の松木島駅）まで延長され、1928年には三河吉田駅（現在の吉良吉田駅）まで開通した。開通時に神谷駅と呼ばれた松木島駅は、神谷傳兵衛の出身地で、その功績をたたえて駅名を神谷とした。1941年に三河鉄道は名古屋鉄道に合併された。

### 知立駅付近の変遷
三河線は知立駅でスイッチバックする線形となっているが、現在の知立駅は3代目で、三河知立駅が初代および2代目知立駅（「B知立」）に当たる（詳細は東知立駅を参照）。名古屋本線の知立駅（旧・愛電新知立駅。後の2代目知立駅の「A知立」）は三河線との交差地点上にあり、三河線の駅とは連絡橋で結ばれていた。1959年4月1日に現在の知立駅が開業し、それまでの知立駅は名古屋本線のもの（A知立）が東知立駅、三河線のもの（B知立）が三河知立駅に改称された。同時に新しい知立駅への新線が開通し、現在の線形となった。貨物列車のため従来の線路も残されたが、1975年（昭和50年）に廃線となり、今でも複雑に入り組んだ連絡線の廃線跡がかなり残っている。

線形の変遷

### 両端区間の廃止
2004年4月1日には両端区間（西中金駅 - 猿投駅間、碧南駅 - 吉良吉田駅間）が廃止された。これらの区間は閑散区間で、西中金駅 - 猿投駅間は1985年から、碧南駅 - 吉良吉田駅間は1990年から合理化のため電気運転を廃止し、小型のディーゼルカーであるレールバスによる運転に切り替えていた。しかし両区間の乗客の減少は続き、名鉄は1998年11月24日に鉄道事業の合理化策として赤字路線6線区（三河線の両端区間と揖斐線黒野駅 - 本揖斐駅間、谷汲線黒野駅 - 谷汲駅間、八百津線明智駅 - 八百津駅間、竹鼻線江吉良駅 - 大須駅間。いずれも輸送密度が2,000人/日未満の過疎路線）を廃止する方針を決め、2000年3月に末端区間など赤字6線区の廃止届を同年9月末までに提出する方針を決定した。同月中には翌2001年10月までに廃線とすることを沿線自治体に通知した。本来の廃止予定だった同年9月末から沿線自治体による年間最大1億円（山線区間）の赤字補填で鉄道の存続が図られたものの、このまま赤字補填を続けても近い将来に三河旭駅 - 中畑駅間の矢作川橋梁の架け替えに莫大な費用（150 - 160億円と概算）が掛かるとの懸念から、西尾市が先立って存続を断念する表明をしたことで海線側の廃止（及び代行バス転換。沿線自治体は碧南市・西尾市・一色町・吉良町・幡豆町）が決まり、山線沿線自治体（豊田市・足助町・藤岡町・旭町・小原村）も追随する結果となった。そして2003年3月27日には海線の、8月6日には山線の廃止届がそれぞれ名鉄から中部運輸局を通じて国土交通省に提出された。
廃止前の運行本数は一部時間帯を除いて毎時1本程度の設定で、全列車ワンマン運転であった。多客期には増結が行われ、最大で3両（キハ10形の場合。キハ20形・キハ30形では2両）での運転も見られた。
廃止後、山線廃止区間（西中金駅 - 猿投駅間）には豊田市から委託された名鉄東部交通・豊栄交通によるさなげ足助バス（現・とよたおいでんバス さなげ足助線）が運行を始めた。四郷駅 - 猿投駅 - 西中金 - 香嵐渓 - 足助 - 百年草を結んでいる。一方、海線廃止区間（碧南駅 - 吉良吉田駅間）では代替バスとしてふれんどバスが運行を開始。碧南 - 吉良吉田 - 吉良高校前間を運行している。
海線廃止区間はほぼ三河湾に沿って走っていたが、碧南市内区間（碧南駅 - 三河旭駅間）は市街地を3分の2周する大きなΩカーブとなっていた。これは海水浴場の最寄り駅として玉津浦駅の設置を決めた後、同駅北東部に位置する棚尾町などの誘致運動に対応したためといわれる（詳細は三河旭駅#歴史を参照）。また、三河楠駅 - 寺津駅間にある寺津高架橋は、三河南部から中部国際空港へのアクセス道路となる県道衣浦岡崎線への踏切設置を避けるためにおよそ20億円（国が11億円、県が9億円、名鉄は3000万円を負担）の費用で建設されたもので、1998年11月に供用を開始して間もなく名鉄は区間廃止を表明したため、わずかな期間しか利用されなかった高架橋工事への批判が噴出した。
山線廃止区間は山間部ゆえに放置されたレールが落ち葉に埋もれるなど自然に還りつつある部分もあるが、地元自治体の活動（後述）により枝下駅や三河広瀬駅が広場として一部整備された他は駅舎・ホーム・レール・鉄橋（矢作川橋梁など）はほとんど撤去されずに廃線当時のままの姿が残っている（踏切部分は撤去）。同区間では廃止後、地元では廃線跡と未成区間の用地を活用し、遊歩道兼サイクリングロードとして猿投から足助までを結ぶ「でんしゃみち」構想が計画され、計画の一環として自治会による廃線跡の整備やボランティアによる路盤の手入れが行われている。地元の構想に対し当初は豊田市も計画実現への意欲を示していたが、リーマン・ショックに伴う市財政の悪化によって計画の見直しが迫られることになり、結局、2008年度からの都市計画（第7次豊田市総合計画）に「でんしゃみち」構想は盛り込まれなかった。2019年11月には、名鉄と中日本航空が共同で実施するドローンによる貨物輸送の実証実験に使用された。
一方、海線廃止区間は前述の矢作川橋梁を含むレールや鉄橋などがほとんど撤去され、駅も三河一色駅のように駅舎が解体されたり、中畑駅のように駅そのものが更地化されるなど、往時の面影を偲ばせるものは少なくなっている。跡地の対応は自治体によって異なるが、碧南市では三河旭駅までのΩカーブ区間（名鉄跡地緑地）を「碧南レールパーク
」として公園緑地化する事業を進め、2018年3月までに当該区間の整備を終えた。碧南レールパークは駅ホームを活用した広場を遊歩道で繋ぐ細長い公園で、鉄道を想起させるモニュメント、市内小学生のアイデアを元に地元鋳造業者が制作したオリジナル遊具などが園内の随所に配置されている。これらのデザインに加え、公園設計の際に用いられたファシリテーターとデザイナーによる2人体制のワークショップ手法が評価され、碧南レールパークはランドスケープおよび土木・構造物の分類で2020年度のグッドデザイン賞を受賞した。

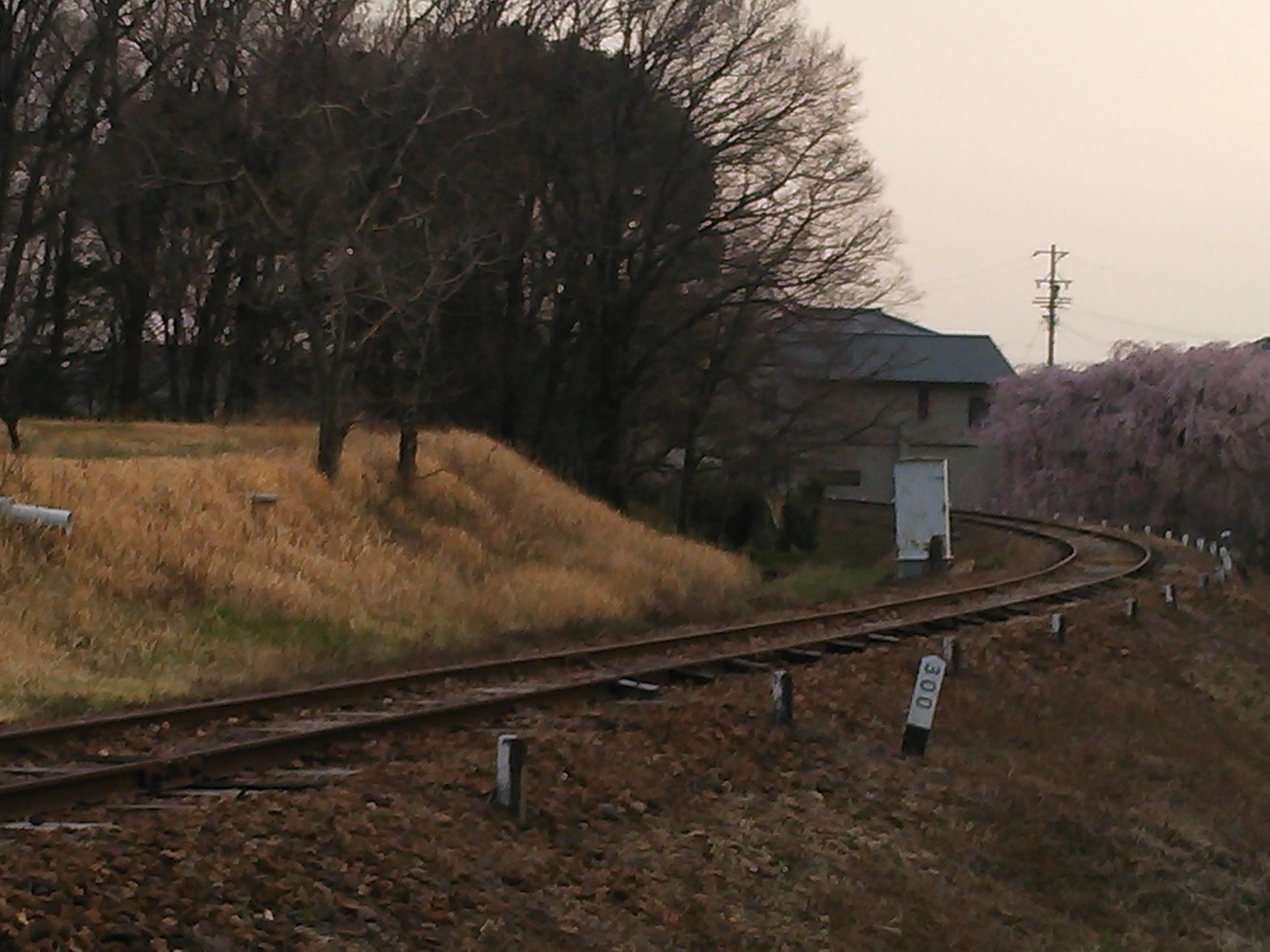
レールが残る山線廃止区間 （猿投駅 - 三河御船駅間）
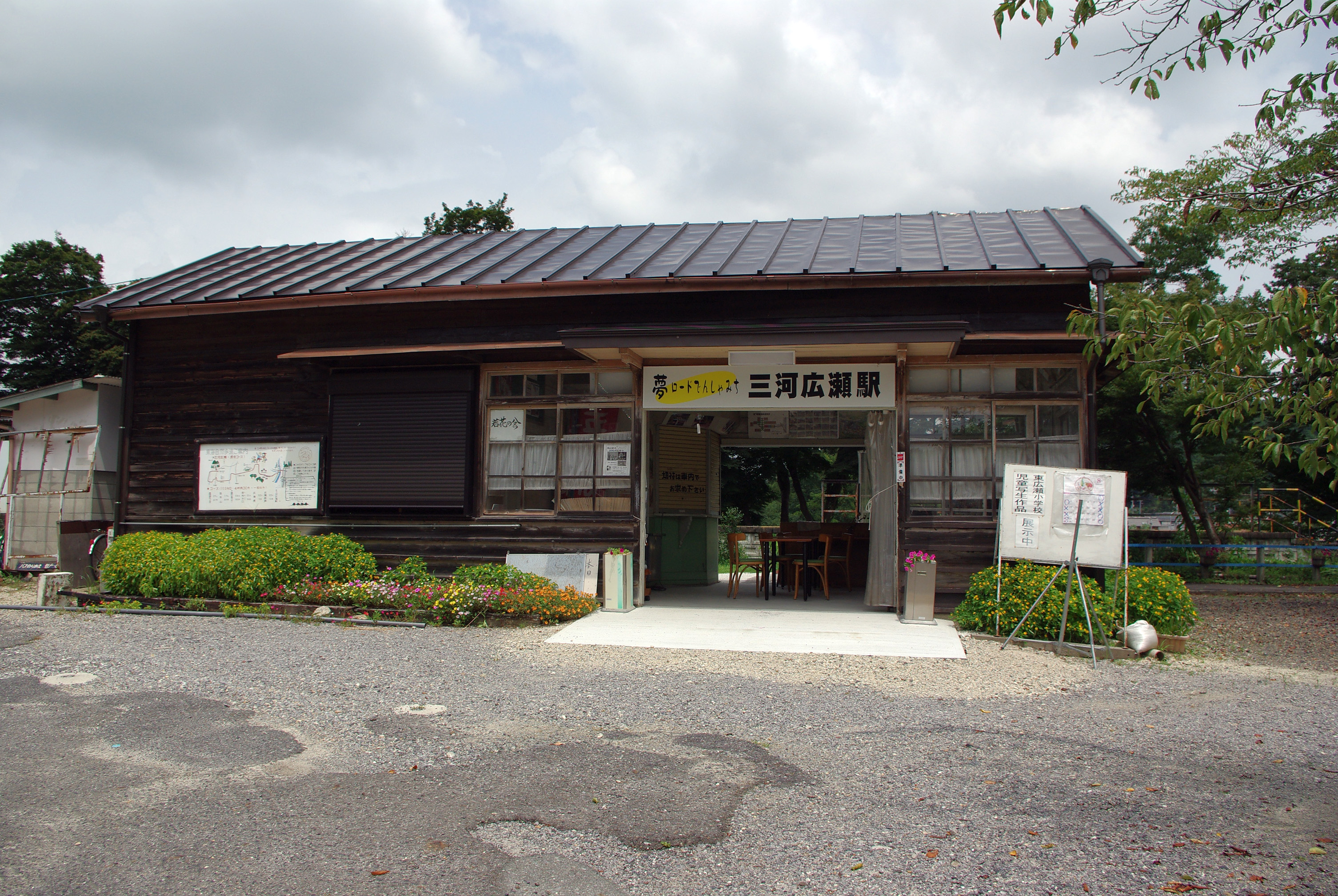
廃止後登録有形文化財に登録された三河広瀬駅駅舎
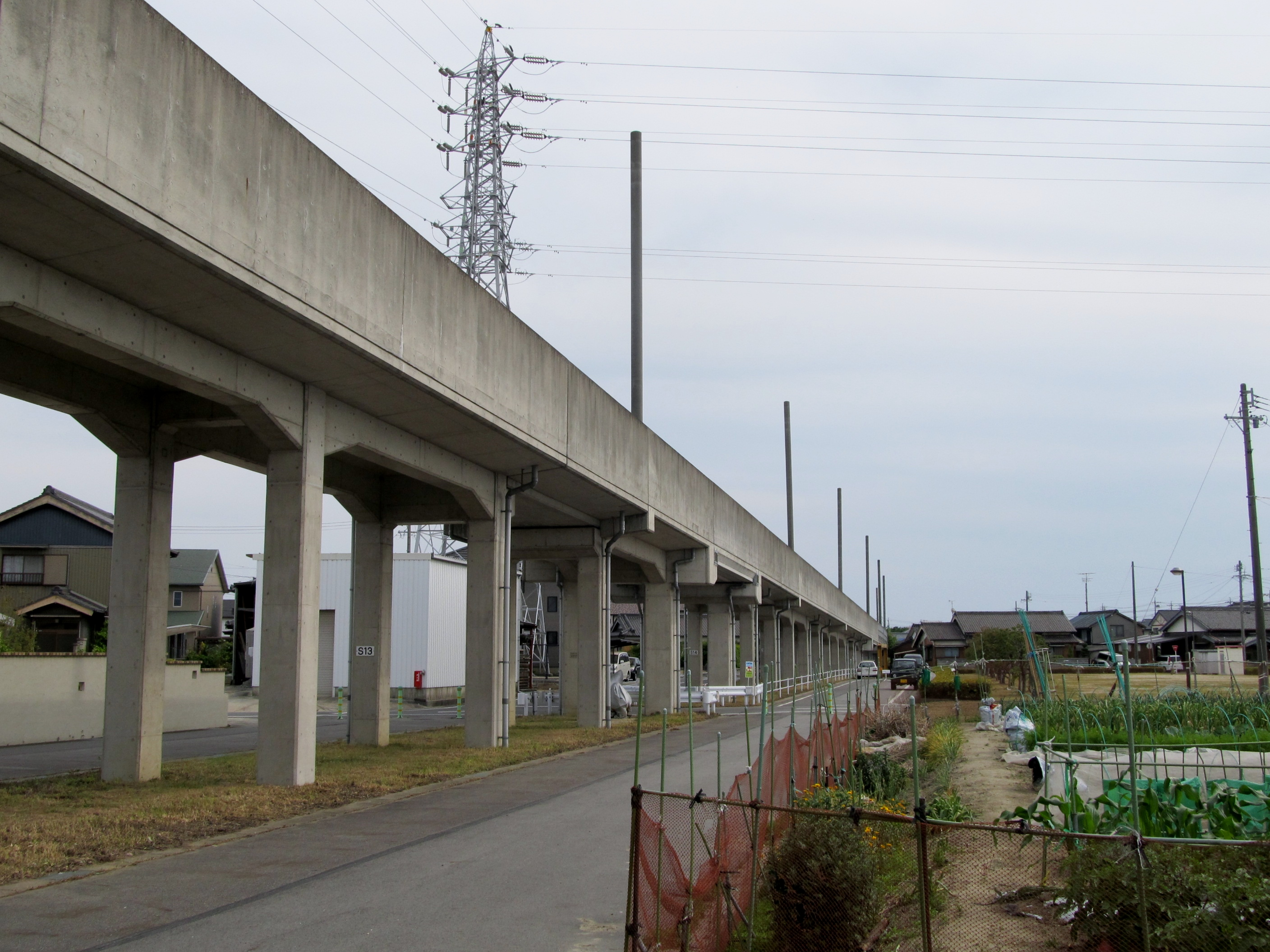
放置された寺津高架橋
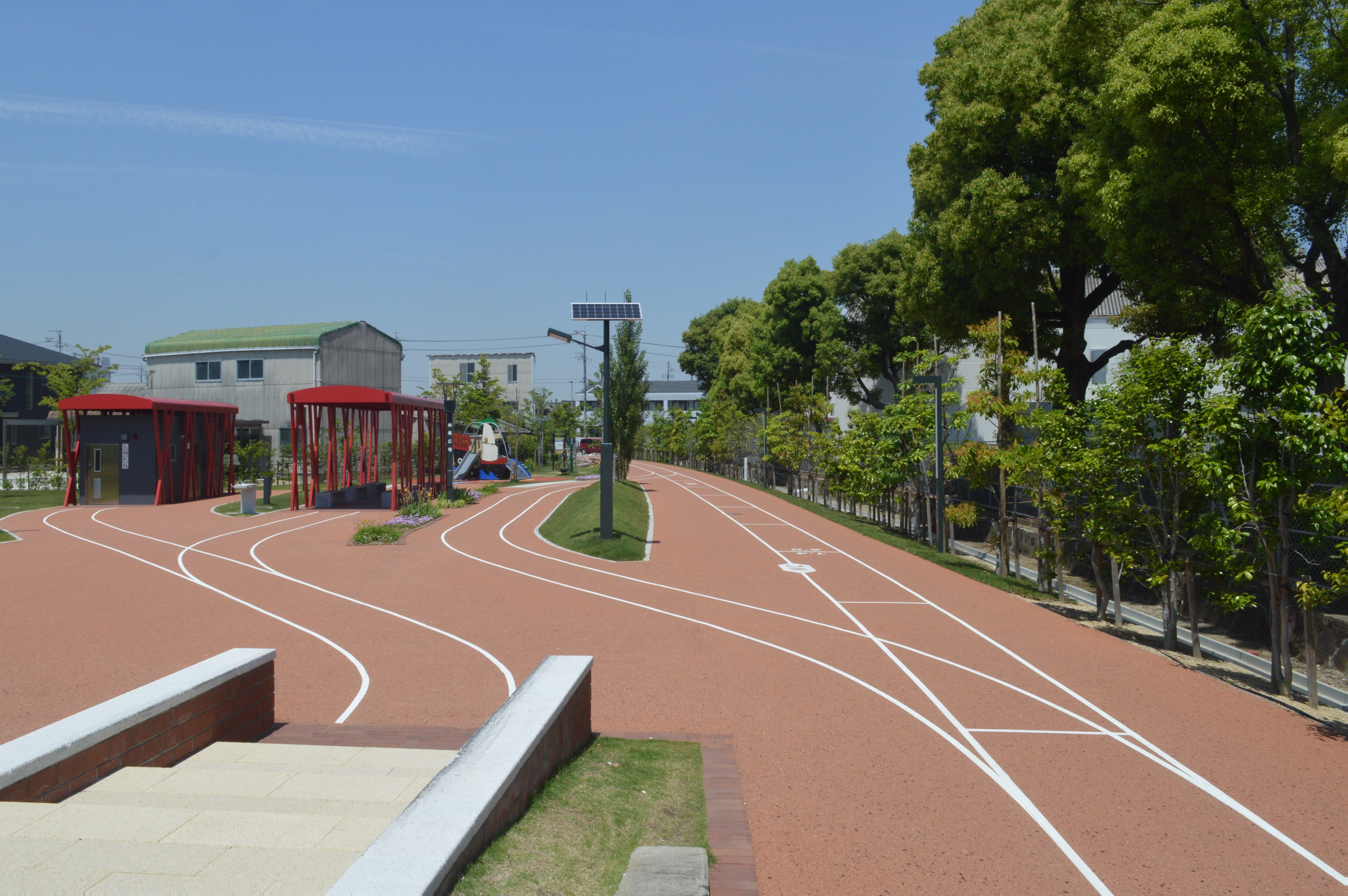
碧南レールパーク棚尾広場

### 複線化計画
山線では沿線の豊田市に本社を置くトヨタ自動車が、名古屋駅前の高層ビルミッドランドスクエアに営業部門を集結させたことや、沿線にある同社の工場へ通勤する上での電車利用を推進する方針を打ち出したことで、さらなる輸送人員増加が期待できることから、名鉄は2006年度からの新3カ年経営計画で、名鉄空港線とともに「高架化、複線化、高速化など、需要に応じた投資を多角的に行う」と明示し、知立駅から豊田市駅までの複線化計画についても本格的に検討を開始した。
すでに豊田市は、複線化用地取得費用の面で及び腰だった名鉄側の姿勢を見た上で、独自に区画整理事業、立体交差事業を進め、あらかじめ複線化対応での高架化を計画するなど、「後は複線の線路を敷設するだけ」という積極行動に出た。2009年度に完成した三河八橋駅付近の高架化、2020年現在事業中の若林駅付近の高架化ではいずれも複線化が可能な幅を確保しており、平面区間を含む上挙母駅 - 三河八橋駅間について、2027年のリニア開業に合わせて複線化が可能な状態にする。また、優等列車の運行のため、2010年3月27日に橋上化が完了した土橋駅においては、将来的に知立方面の増線（2面4線化）が可能な構造へと改良されたほか、高架化後の若林駅については当初から2面4線とされる予定である。
一方、知立駅連続立体交差事業についても、既に仮駅整備に向けた工事や一部の周辺整備事業が開始されているが、すべての完成予定は2028年度と、工事の進行が当初計画と比べて大幅に遅れている。また知立市の計画では、当初より既に重原駅まで部分複線化されている海線側の高架化工事は複線対応で行う予定であったが、現在も単線である山線側については、一連の連続立体交差事業により知立駅と同時に高架化される予定の三河知立駅までが複線化対応で、三河知立駅から三河八橋駅手前までの区間は、単線のままの高架化計画となっていた。これは一つの事業としての費用を低く抑えるために、現時点で名鉄側との確約が取れていない複線化を先行して行わないという消極的判断によるものであり、この点は豊田市の対応とは対照的である。しかし、知立市が行う一連の連続立体交差事業の事業費のさらなる圧縮と駅勢圏拡大のため、三河知立駅の高架化計画をとりやめ、高架区間から外れた知立市山町茶碓山に移転し、知立駅と同駅の間を複線化することとなった。 
海線では1967年9月に沿線自治体4市により名鉄三河線複線化促進期成同盟会が結成されて以来、1976年の知立駅 - 重原駅間、1980年の刈谷市駅高架化に伴う刈谷駅 - 刈谷市駅間の複線化がなされたものの、翌1981年に碧南中央駅の移設開業では1面1線の駅構造となり、複線化対応は見送られた。1984年に貨物営業が廃止されると各駅構内の整理が進み、間もなく吉浜駅、高浜港駅も棒線化された。そんな中、2002年に河川改修に伴う小垣江駅周辺の工事では、刈谷市駅寄りにおよそ300mの複線区間が完成した。なお、重原駅 - 刈谷駅間は全線に渡って複線分の用地は確保されており、JR東海道本線をまたぐ橋梁も複線分用意されている（2006年5月25日に撮影された国土地理院の空中写真には、下をくぐる市道を建設するため一時的に反対側に振り替えられている様子が映っている）。

### 年表
- 1911年（明治44年）
  - 7月18日 - 碧海軽便鉄道に対し鉄道免許状下付（知立-大浜間）[10]。
  - 8月5日 - 知挙軽便鉄道に対し鉄道免許状下付（知立-挙母間）[11]。
- 1912年（明治45年）5月30日 - 三河鉄道設立[50][12]。
- 1914年（大正3年）
  - 2月5日 - 三河鉄道が刈谷新駅 - 大浜港駅（現、碧南駅）間開業[51]。刈谷町駅

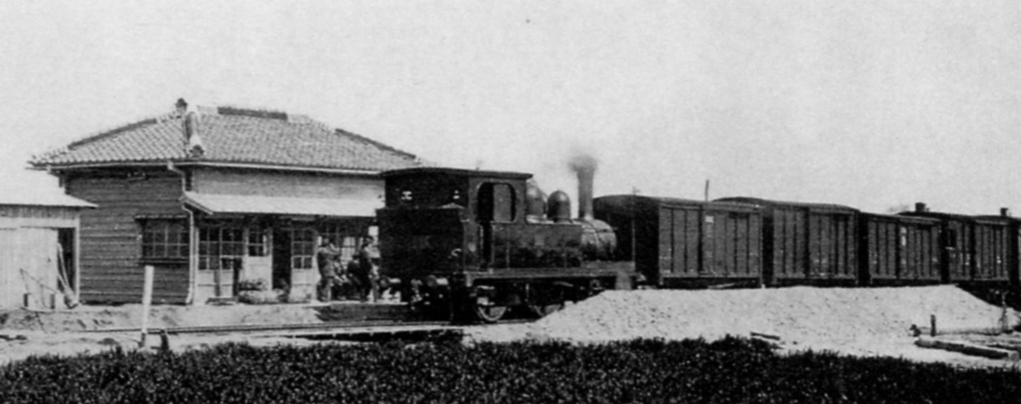
刈谷町駅

  - 9月4日 - 鉄道免許状下付（西加茂郡挙母町-同郡猿投村間）[52]。
- 1915年（大正4年）
  - 7月10日 - 臨時駅として新須磨駅（初代）開業。年内に廃止[53]。
  - 8月17日 - 新川町駅 - 新川口駅間（新川口支線）開業（貨物運輸）[54]。
  - 10月28日 - 知立駅（初代） - 刈谷新駅間開業[55]。
  - 11月29日 - 大浜港駅 - 大浜口駅間（大浜口支線）が開業[56]。
- 1916年（大正5年）
  - 6月9日 - 臨時駅として新須磨駅（二代）開業届出。年内に廃止[53]。
- 1918年（大正7年）
  - 2月15日 - 臨時駅として新須磨駅（三代）開業[53]。
  - 3月2日 - 新須磨駅（三代）廃止。
  - 4月20日 - 三河高浜駅開業[57]。
- 1920年（大正9年）
  - 7月5日 - 知立駅（初代） - 土橋駅間開業[58]。
  - 8月31日 - 土橋駅 - 上挙母駅間が開業[59]。
  - 11月1日 - 上挙母駅 - 挙母駅（現、豊田市駅）間が開業[60]。
  - 12月2日 - 鉄道免許状下付（碧海郡大浜町-宝飯郡蒲郡町間）[61]
- 1921年（大正10年）11月2日 - 鉄道免許状下付（西加茂郡猿投村-東加茂郡足助町間）[62]
- 1922年（大正11年）1月17日 - 挙母駅 - 越戸駅間開業[63]。
- 1923年（大正12年）
  - 4月6日 - 重原駅開業[64]。臨時駅[65]。
  - 10月26日 - 梅坪駅開業[66][注釈 9]。
- 1924年（大正13年）10月31日 - 越戸駅 - 猿投駅間開業[68]。
- 1926年（大正15年）
  - 2月5日 - 大浜港駅 - 猿投駅間電化[50]。常設駅として新須磨駅（四代）開業[69]。重原駅が常設駅に昇格[65]。
  - 9月1日 - 大浜港駅 - 神谷駅（後の松木島駅）間開業、大浜口支線の哩程を0.1マイル（約160m）短縮[70]。
- 1927年（昭和2年）
  - 3月25日 - 寺津駅移転。
  - 5月19日 - 依佐美送信所建設の資材輸送の依佐美村大字高須山ノ田までの臨時専用線が開通。送信所建設用専用線
  - 7月11日 - 臨時専用線の運転開始。
  - 7月25日 - 北寺津駅開業[64]。

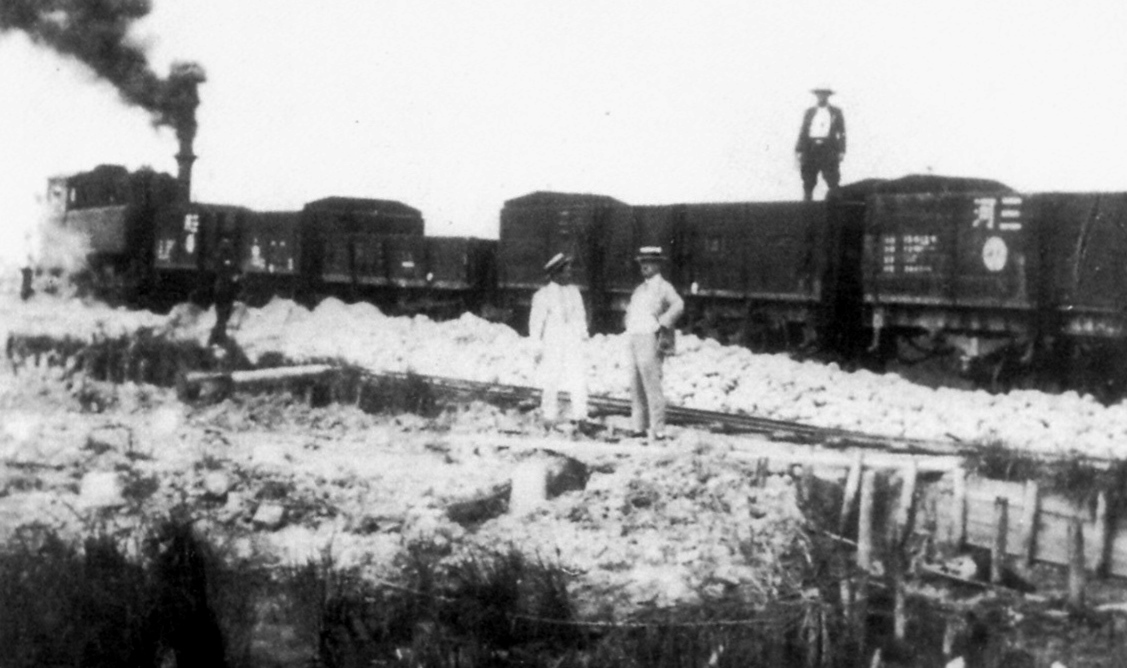
送信所建設用専用線

  - 8月26日 - 猿投駅 - 枝下駅間開業[71]。
  - 9月17日 - 枝下駅 - 三河広瀬駅間開業[72]。
  - 9月30日 - 臨時専用線廃止。
  - 10月25日 - 味浜駅を西一色駅に改称[64]。
  - 11月10日 - 刈谷新駅を移設し刈谷駅に改称、国鉄との共同駅とする[64]。
- 1928年（昭和3年）
  - 1月22日 - 三河広瀬駅 - 西中金駅間開業[73]。
  - 4月1日 - 若林駅付近でブレーキ故障により冒進した列車が対向列車と正面衝突する事故が発生[74][75]（日本の鉄道事故 (1949年以前)を参照）。
  - 6月1日 - 愛知電気鉄道が知立駅（初代） - 分岐点信号所（後の知立信号所）間（知立連絡線）開業。
  - 8月25日 - 神谷駅 - 三河吉田駅間が開業[76]。
- 1935年（昭和10年） - 玉津浦駅の構外側線として大浜臨港線運送専用線開通[69]。
- 1936年（昭和11年）11月10日 - 蒲郡方面延長線（三河吉田駅 - 蒲郡駅間）全通[77]。
- 1941年（昭和16年）
  - 6月1日 - 名古屋鉄道が三河鉄道を合併、西中金駅 - 蒲郡駅間を三河線とする[78]。
  - 8月1日 - 豊橋線（現、名古屋本線）新知立駅と三河線知立駅（初代）を知立駅（2代）に統合。
- 1943年（昭和18年）
  - 2月1日 - 西尾線吉良吉田駅（初代）を移設し三河吉田駅に統合[79]。
  - 12月 - 刈谷乗務区を設置[79]。
- 1944年（昭和19年） - 北寺津駅休止。
- 1945年（昭和20年）8月14日 - 午後1時頃、竹村駅へ向かう列車が到着100m手前でアメリカ軍のP-51戦闘機から銃撃を受ける。即死2名、重軽傷者75人[80]。
- 1946年（昭和21年）8月1日 - 大浜口支線廃止[69]。
- 1948年（昭和23年）5月16日 - 三河吉田駅 - 蒲郡駅間を蒲郡線として分離。
- 1949年（昭和24年）12月1日 - 神谷駅を松木島駅に改称。
- 1950年（昭和25年）9月17日 - ダイヤ改正。知立連絡線を介して名古屋本線との直通運転を開始[81]
- 1952年（昭和27年）3月1日 - 刈谷町駅を刈谷市駅に改称。
- 1953年（昭和28年）9月25日 - 台風13号被災、海線区間が冠水。冠水した玉津浦駅

冠水した玉津浦駅

- 1954年（昭和29年）4月1日 - 大浜港駅を碧南駅に改称。
- 1955年（昭和30年）2月1日 - 新川口支線廃止[69]。
- 1956年（昭和31年）3月23日 - 油ケ淵排水路橋梁の改築工事竣工[82]。
- 1958年（昭和33年）6月27日 - 足助駅 - 西中金駅間の免許失効、延伸計画を断念。
- 1959年（昭和34年）
  - 4月1日 - ダイヤ白紙改正。知立駅（2代）を三河知立駅・東知立駅とし、新たに知立駅（3代）を設置して配線変更[83]。最高速度を65km/hから75km/hに引き上げ[84]。刈谷乗務区を知立乗務区に移転[85]。
  - 10月1日 - 挙母駅を豊田市駅に改称。
  - 11月1日 - 三河吉田駅を吉良吉田駅に改称。
  - 12月3日 - 伊勢湾台風の被害により大浜臨港線運送専用線廃止[86]。
- 1964年（昭和39年）9月14日 - ダイヤ改正。「快速特急」運転開始（5000系（初代）・5200系使用。三河線内は普通運転）[2]。
- 1966年（昭和41年）3月25日 - ダイヤ改正。「快速特急」が線内で特急運転開始[87]。
- 1969年（昭和44年）4月5日 - 北寺津駅廃止。
- 1975年（昭和50年） - 重原駅 - 三河知立駅間の旧線廃止[18]。
- 1972年（昭和47年）7月13日 - 昭和47年7月豪雨により西中金駅 - 猿投駅間不通、同年8月10日復旧。
- 1976年（昭和51年）4月11日 - 知立駅 - 重原駅間複線化。
- 1977年（昭和52年）3月20日 - ダイヤ改正。定期特急全廃[88]。
- 1979年（昭和54年）3月26日 - 梅坪駅周辺高架化[89]。
- 1980年（昭和55年）12月14日 - 刈谷駅 - 刈谷市駅間複線高架化[90]。
- 1981年（昭和56年）12月14日 - 新須磨駅（四代）を移設し碧南中央駅に改称[91]。
- 1983年（昭和58年）
  - 10月 - 吉浜駅・高浜港駅棒線化[92]。
  - 12月22日 - 刈谷市駅 - 碧南駅間にCTCを導入[93]。
- 1984年（昭和59年）
  - 1月1日 - 貨物営業廃止。貨物営業廃止後も新聞輸送は残った。新聞は旅客列車に積載して運ばれる（2017年撮影）
  - 4月1日 - 知立連絡線廃止。
- 1985年（昭和60年）

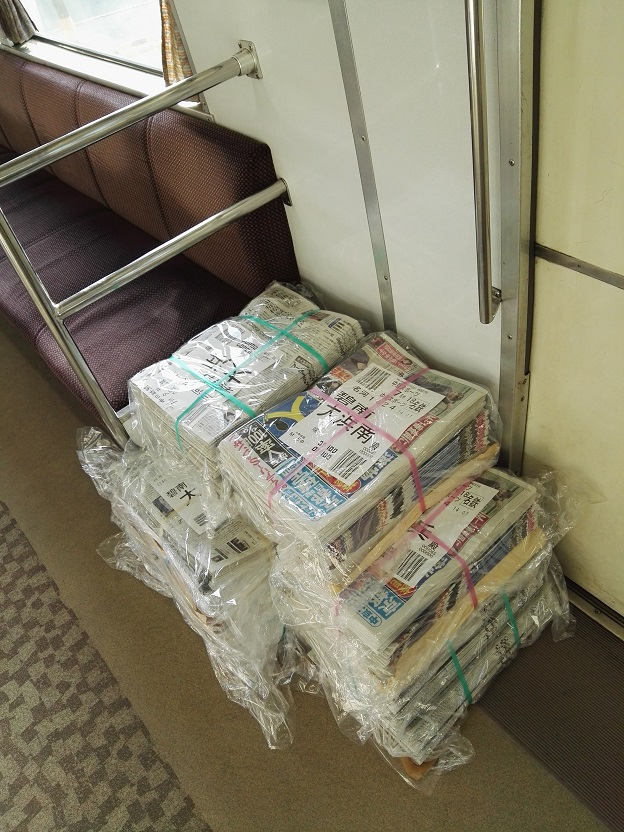
貨物営業廃止後も新聞輸送は残った。新聞は旅客列車に積載して運ばれる（2017年撮影）

  - 3月14日 - ダイヤ改正。西中金駅 - 猿投駅間の電気運転を廃止し、レールバスを投入。同区間でワンマン運転開始[94]。
  - 9月15日 - 吉良吉田駅 - 碧南駅間の閉塞方式をタブレット閉塞式から票券閉塞式へ変更。
  - 12月1日 - 梅坪駅 - 豊田市駅間単線高架化[89][95]。
- 1986年（昭和61年）10月1日 - 梅坪駅 - 豊田市駅間複線化[89]。
- 1990年（平成2年）7月1日 - 碧南駅 - 吉良吉田駅間の電気運転を廃止し、レールバスを投入[21]。同区間でワンマン運転開始[21]。
- 1993年（平成5年）8月12日 - ダイヤ改正。知立駅 - 碧南駅間を昼間時20分間隔から15分間隔に増発[96]。
- 1994年（平成6年）7月 - 三河高浜駅橋上駅舎化。
- 1996年（平成8年）
  - 4月8日 - ダイヤ改正。猿投駅 - 知立駅間を昼間時20分間隔から15分間隔に増発[97]。
  - 10月4日 - 越戸駅 - 梅坪駅間のうち1.1kmが高架化[98]。
- 1998年（平成10年）
  - 4月 - 三河楠 - 寺津間の高架橋（寺津高架橋）が供用開始される[99]。
  - 11月20日 - 寺津高架橋と立体交差する都市計画道路衣浦岡崎線が開通[99][100]。
  - 11月24日 - 名鉄は不採算区間である三河線の一部区間（碧南 - 吉良吉田間、猿投 - 西中金間）と、揖斐線（黒野 - 本揖斐間）、八百津線（明智 - 八百津間）、竹鼻線（江吉良 - 大須間）、谷汲線（黒野 - 谷汲間）の計6線区を廃止する意向を表明[22]。
- 1999年（平成11年）7月3日 - 越戸駅周辺高架化[101]。
- 2000年（平成12年）
  - 3月2日 - 名鉄は1998年11月に廃止の意向を表明した赤字路線6線区の沿線自治体に対し、それらの線区の廃止届を同年9月末までに運輸大臣へ届け出る意向を表明し始める[23]。
  - 3月16日 - 名鉄が豊田市に対し、猿投 - 西中金間の廃止届を同年9月末までに運輸大臣に届け出、2001年（平成13年）10月に同区間を廃止する旨を通知[24]。また碧南市と吉良町にも同様に碧南 - 吉良吉田間の廃止届を届け出る旨を通知[25]。
  - 3月30日 - 名鉄が西尾市と一色町に対し、碧南 - 吉良吉田間の廃止届を届け出る旨を通知[26]。
  - 7月19日 - 豊田市は猿投 - 西中金間について、最長で3年間存続させるため赤字額を補填する方針を表明[27]。
  - 9月5日 - 碧南 - 吉良吉田間の沿線自治体である碧南市、西尾市と幡豆郡3町（一色町・吉良町・幡豆町）は同区間の赤字を全額補填することを条件に、同区間を最長で2004年9月までの3年間にわたって存続する旨の確認書を名鉄の間で交わす[102]。
  - 9月27日 - 名鉄は1998年11月に廃止の意向を表明した6線区のうち、三河線の2線区を除く4線区について廃止届を提出、これら4線区は2001年10月1日付で廃止[29][103]。
- 2001年（平成13年）10月1日 - ダイヤ改正。猿投駅 - 知立駅間に駅集中管理システムを導入、ワンマン運転開始[104]。
- 2002年（平成14年）
  - 7月6日 - 小垣江駅北の前川河川改修工事により、小垣江駅から橋梁までを複線化[105]。
  - 12月2日 - 豊田市や足助町など猿投 - 西中金間の沿線自治体5市町村で構成され、豊田市長の鈴木公平が会長を務めていた「名鉄三河線存続連絡協議会」は存続運動の断念を総会で決め、解散。これにより、同区間は2004年9月末までに廃止されることが確定[34]。
- 2003年（平成15年）
  - 2月27日 - 碧南 - 吉良吉田間の沿線5市町村は同区間存続のための赤字補填を存続期限（2004年9月末）の半年前で打ち切り、同年3月末での同線廃止を受け入れる旨で合意[19]。
  - 3月27日 - 名鉄は碧南 - 吉良吉田間 (16.4 km) の廃止届（廃止日：2004年4月1日）を国土交通省に提出[35]。
  - 8月5日 - 猿投 - 西中金間の沿線5市町村で構成される「名鉄三河線代替交通検討協議会」は翌2004年4月1日から独自の代替バスを運行する方針を決め、同区間も碧南 - 吉良吉田間と同じく同日付で廃止となることが決まる[106]。
  - 8月6日 - 名鉄は猿投 - 西中金間 (8.6 km) の廃止届（廃止日：2004年4月1日）を中部運輸局を通じ、国土交通大臣に提出[36]。
  - 10月1日 - 猿投駅 - 知立駅間の各駅にトランパスを導入[107]。
  - 10月7日 - 国土交通省が猿投 - 西中金間の廃止届を認可[108]。
- 2004年（平成16年）4月1日 - 西中金駅 - 猿投駅間、碧南駅 - 吉良吉田駅間廃止[20]。
- 2005年（平成17年）9月14日 - 知立駅 - 碧南駅間の各駅に駅集中管理システムとトランパスを導入。
- 2006年（平成18年）4月29日 - ダイヤ改正。知立駅 - 碧南駅間でワンマン運転開始[109]。
- 2009年（平成21年）12月12日 - 三河八橋駅周辺高架化。駅南約500mを複線化[110]。
- 2010年（平成22年）3月27日 - 土橋駅橋上駅舎化。
- 2011年（平成23年）2月11日 - ICカード乗車券「manaca」供用開始。
- 2012年（平成24年）2月29日 - トランパス供用終了。
- 2020年（令和2年）10月1日 - 碧南駅 - 吉良吉田駅間の代替バス ふれんどバスでmanacaが使用可能となる[111]。
- 2021年（令和3年）2月1日 - 若林駅終日無人化[112]。
- 2022年（令和4年）10月8日 - 知立駅付近連続立体交差事業に伴い知立駅 - 重原駅間単線化[113]。
- 2023年（令和5年）
  - 3月4日 - 若林駅付近高架化事業に伴い若林駅前後区間が仮線に移行[114]。同時に知立駅 - 猿投駅間のホームセンサーの運用を終了する[115]。
  - 7月1日 - 猿投駅終日無人化[116]。
- 2024年（令和6年）3月16日 - 三河知立駅を約900 m三河八橋方に移設[117]（営業キロ19.8 km地点[118]）。
- 2026年（令和8年）3月 - 若林駅付近の高架化が完了する予定[119]。

## 立体交差事業
三河線では以下の区間で連続立体交差事業または単独立体交差事業による鉄道高架化が実施されている。
| 区間            | 区間            | 事業主体 | 距離      | 除却踏切数 | 主な交差道路                               | 供用開始                                                     | 備考                                |
| --------------- | --------------- | -------- | --------- | ---------- | ------------------------------------------ | ------------------------------------------------------------ | ----------------------------------- |
| 越戸駅付近      | 越戸駅付近      |          | 約 2.5 km |            | 豊田市道                                   | 1999年7月3日                                                 |                                     |
| 上挙母 - 越戸間 | 梅坪駅付近      | 愛知県   | 約 1.0 km | 12         | 都市計画道路豊田多治見線 （後の国道419号） | 1979年3月26日                                                | 7月29日に豊田線開通                 |
| 上挙母 - 越戸間 | 上挙母 - 梅坪   | 愛知県   | 約 2.4 km | 12         | 国道153号                                  | 1985年12月1日                                                | 1986年10月1日に豊田市・梅坪間複線化 |
| 若林駅付近      | 若林駅付近      | 豊田市   | 約 2.2 km | 4          | 豊田市道                                   | 事業中                                                       |                                     |
| 三河八橋駅付近  | 三河八橋駅付近  | 豊田市   | 約 1.7 km | 6          | 愛知県道56号名古屋岡崎線                   | 2009年12月12日                                               | 三河八橋駅知立方は地上部まで複線化  |
| 知立駅付近      | 豊田方          | 愛知県   | 約 1.8 km | 5          | 愛知県道298号安城知立線                    | 事業中                                                       | 三河知立駅移設                      |
| 知立駅付近      | 碧南方          | 愛知県   | 約 1.5 km | 3          | 知立市道                                   | 事業中                                                       |                                     |
| 刈谷 - 小垣江間 | 刈谷 - 小垣江間 | 愛知県   | 約 2.2 km | 7          | 愛知県道48号岡崎刈谷線                     | 1980年12月14日                                               | 刈谷・刈谷市間複線化                |
| 三河楠 - 寺津間 | 三河楠 - 寺津間 |          | 約 1.0 km |            | 愛知県道41号西尾幸田線                     | 1998年4月（鉄道高架橋の供用開始） 1998年11月20日（道路開通） | 2004年4月1日廃止                    |

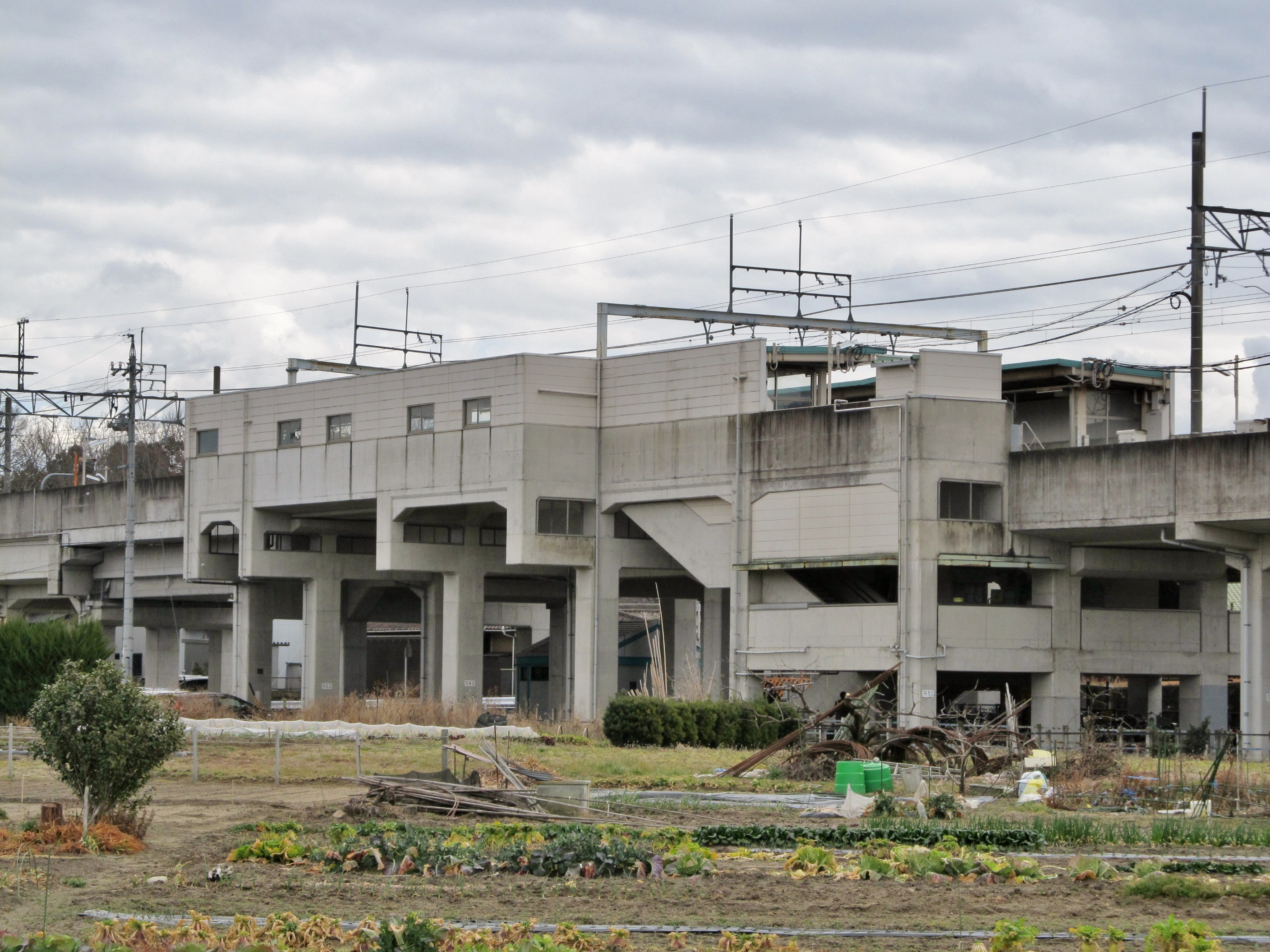
越戸駅付近
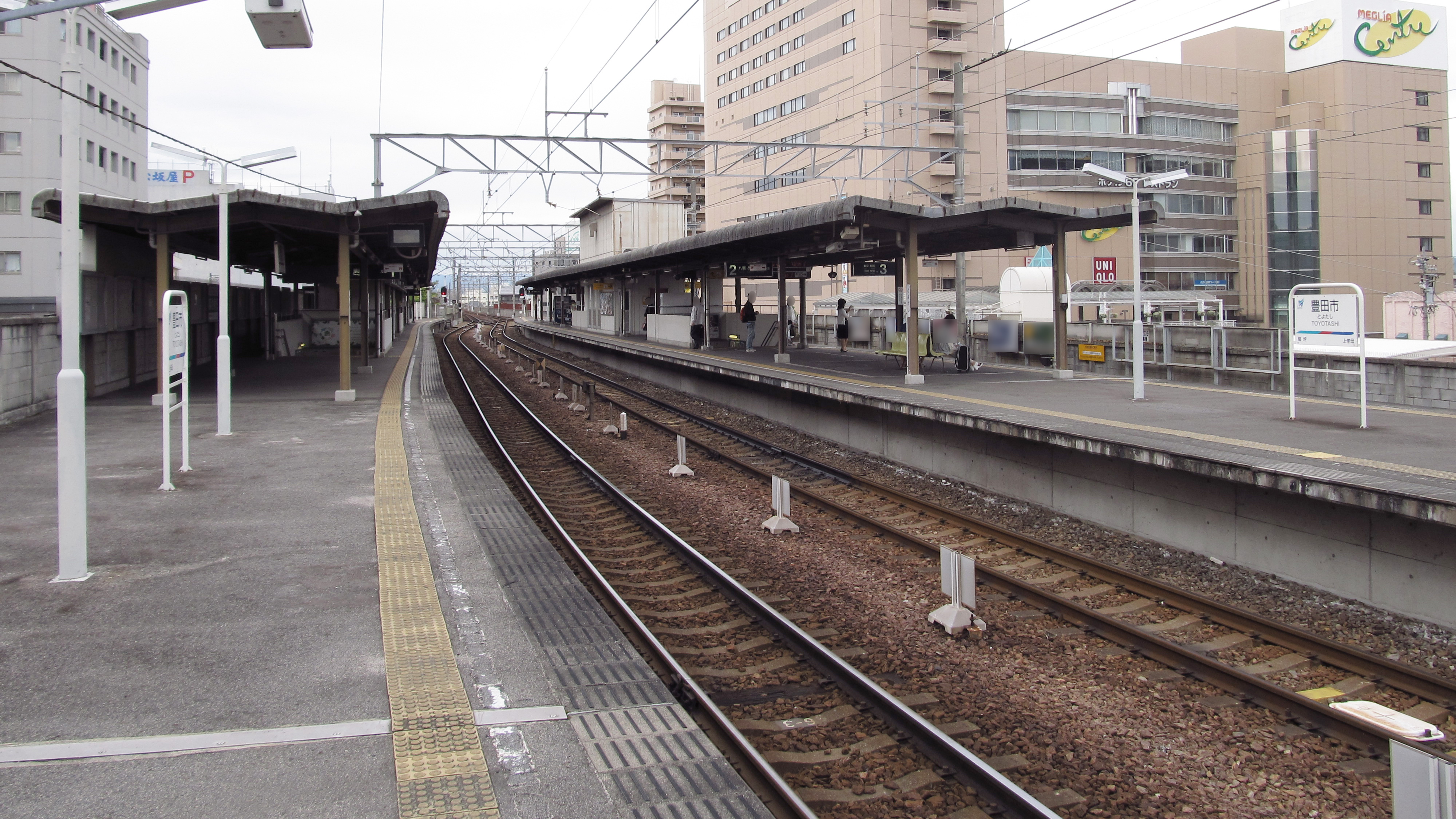
上挙母 - 越戸間（豊田市駅）
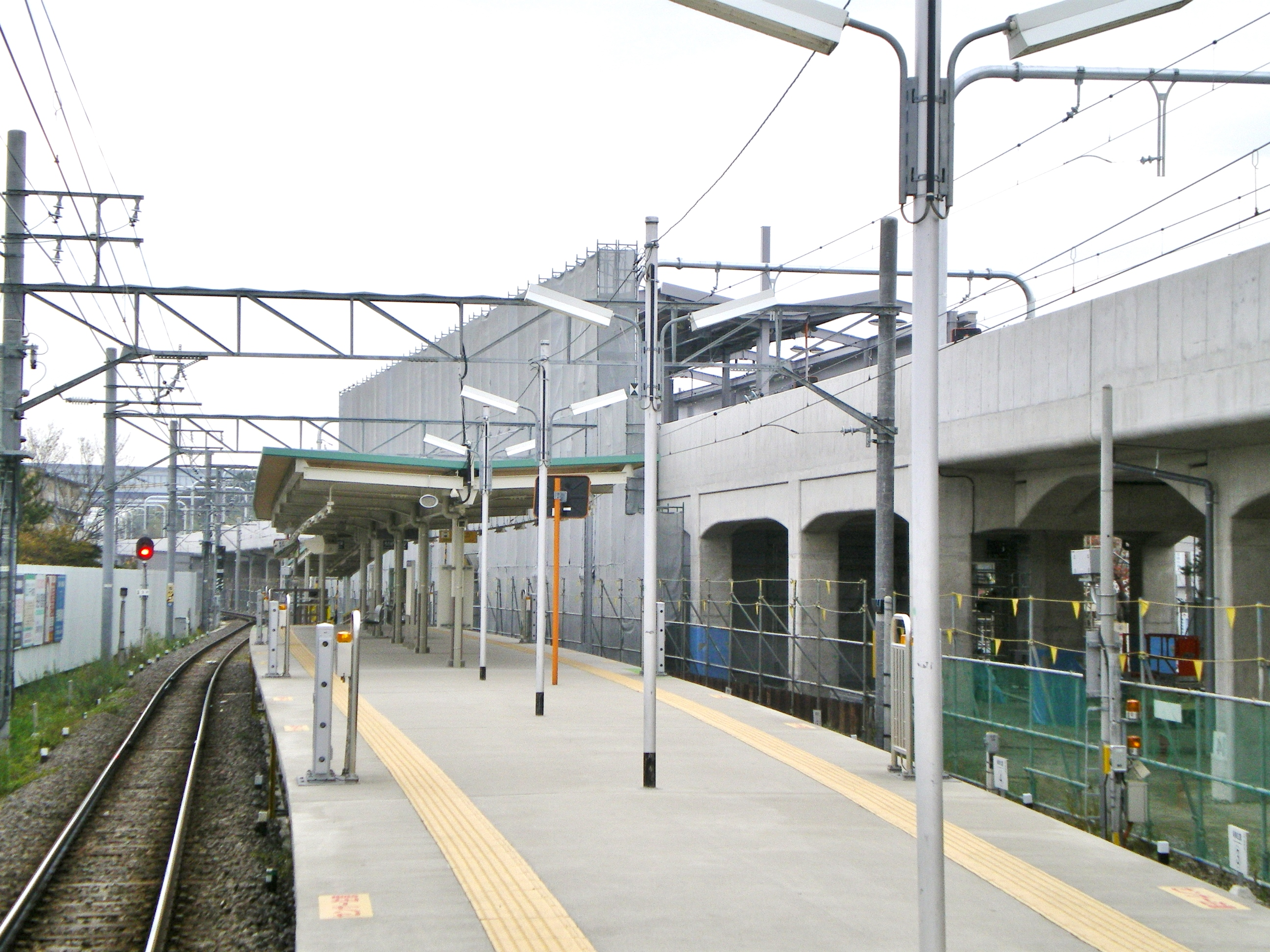
三河八橋駅付近
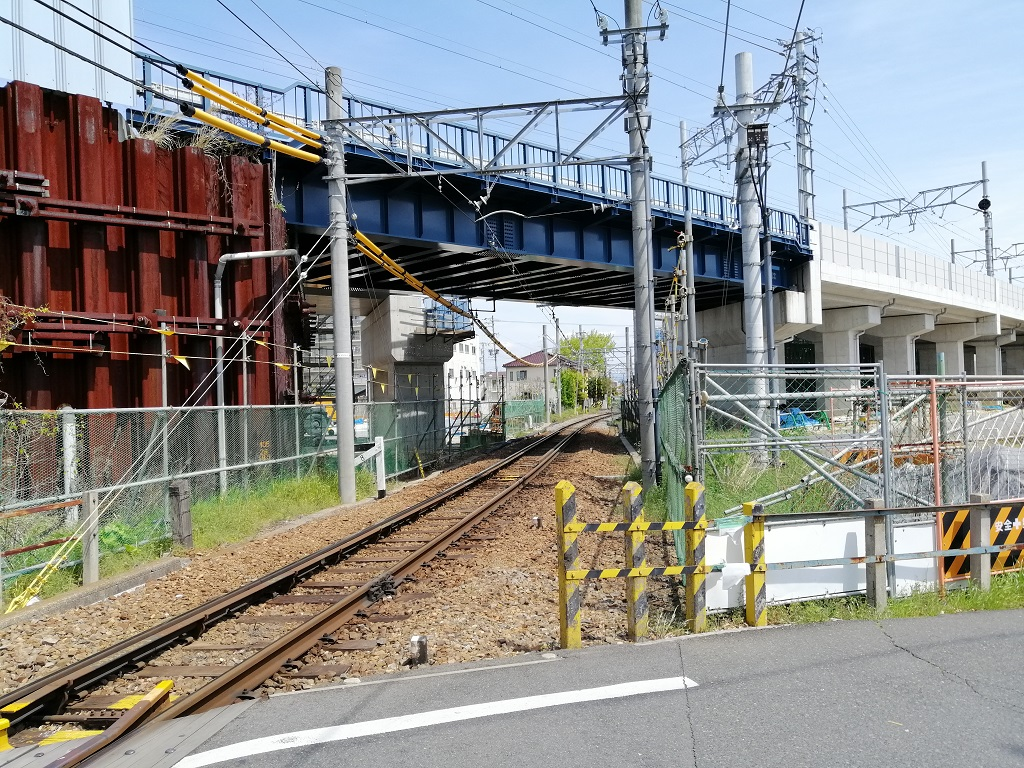
知立駅付近
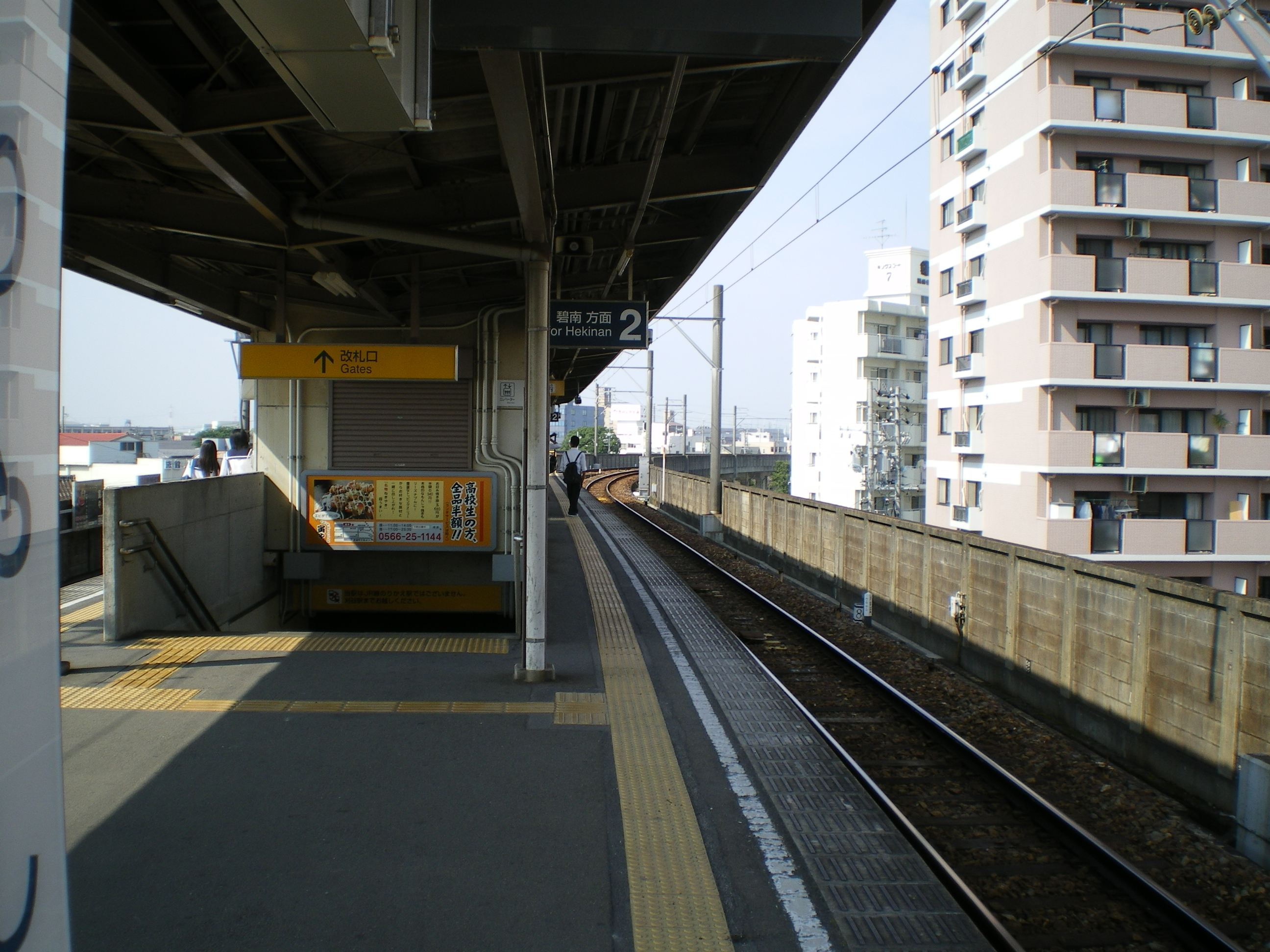
刈谷 - 小垣江間（刈谷市駅）
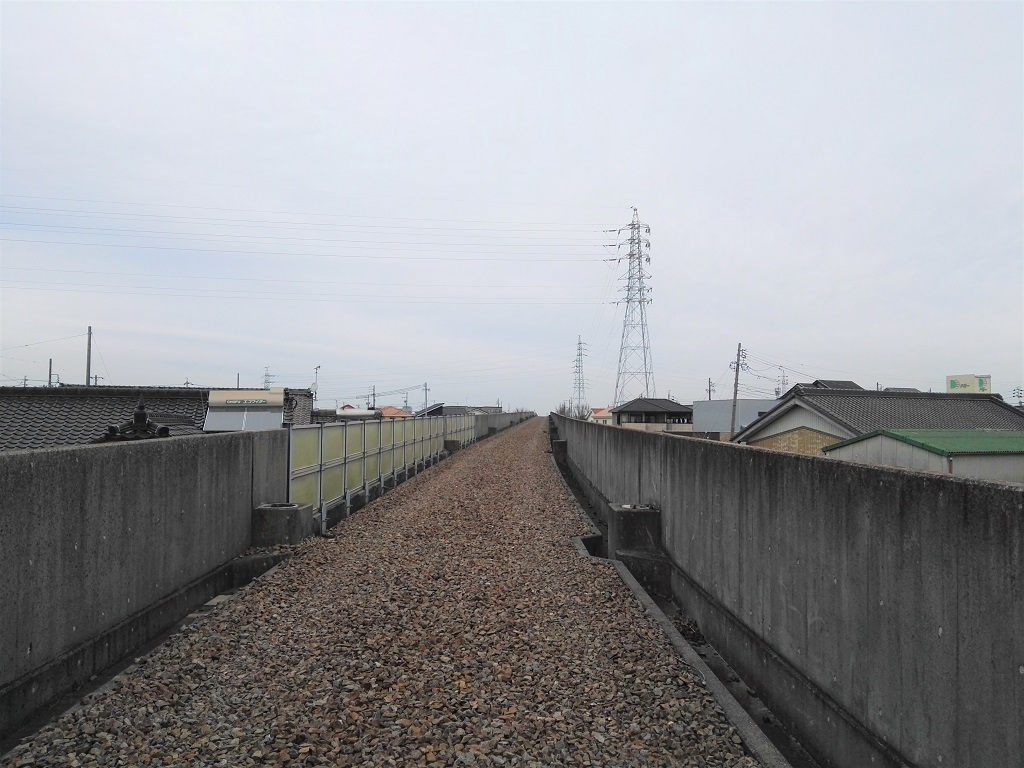
三河楠 - 寺津間（廃線後）

## 運行形態
基本的に知立駅で運転系統が分かれている。名古屋本線への直通列車は年々減少し、現在は1本もない。
現在は全て普通列車による運行となっているが、かつては海線、山線ともに本線直通特急が運転されていた（詳細は三河線特急を参照）。

### 猿投駅 - 知立駅間

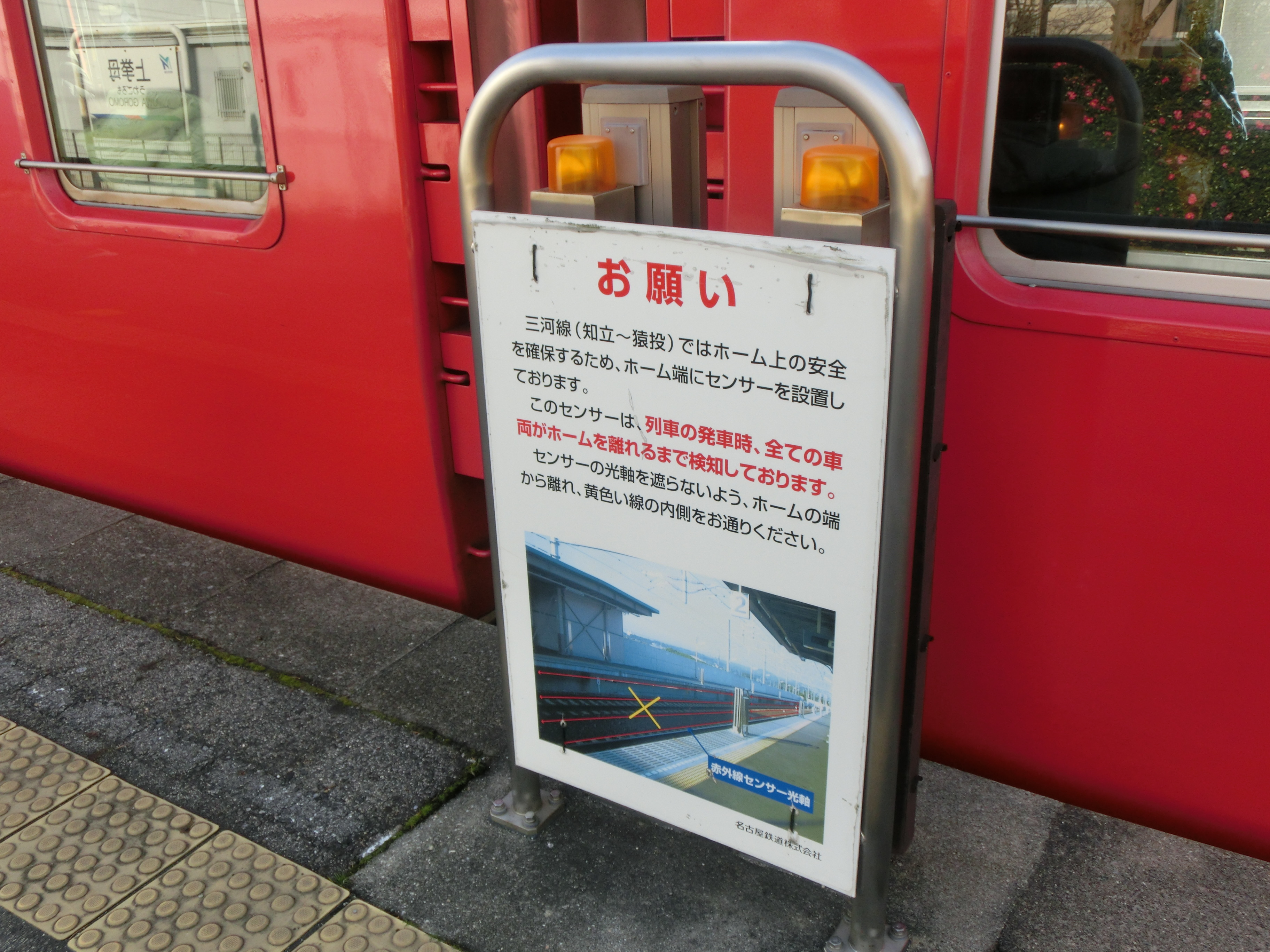
かつて使用されたホームセンサー

山線区間では5時台、23時台を除き終日15分間隔で運行されている。この区間には駅集中管理システムが導入されており、2001年10月1日改正からワンマン運転が開始された。ワンマン運転開始当初、知立駅・豊田市駅・猿投駅を除く各駅にはホームセンサーと称する赤外線センサー が据え付けられ、列車発車直後の列車接触を検出するようになっていた。このシステムは他のワンマン線区は採用されておらず山線区間にのみ整備されていたが、若林駅高架化事業に伴う仮線移行が2023年（令和5年）3月に実施された際にホームセンサーも廃止されることになり、海線区間や他線区と同様の駅に設置されたカメラおよびモニターによる安全確保に切り替えられている。
梅坪 - 豊田市間には豊田線・名古屋市営地下鉄鶴舞線・犬山線直通列車が運行される。赤池方面からの電車と接続を図るため、知立行きの列車は豊田市駅にて5分から7分ほど停車する。このほか、土橋駅で夜間滞泊する豊田線の運用車両の出庫を兼ねて、土橋発豊田市行きが6時台と7時台に1本ずつ設定されている（休日は5時台と6時台）。なお、豊田おいでんまつり花火大会や豊田スタジアムでのイベント開催時など、臨時に列車を増発する際には線内の交換設備をすべて使用することで片方向のみ毎時6本まで増発が可能。通常の15分間隔での運転では三河知立駅、若林駅、土橋駅、豊田市駅、越戸駅で列車交換が行われる（1駅おき）。
山線の最長編成は地下鉄直通用の6両編成を除くと4両である（ただし、猿投駅に留置線がある関係で車両検査や疎開留置で山線全線に渡り6両編成の回送が運転されることがある）。平日日中と土休日は2両編成が中心だが、平日ラッシュ時は4両編成の運転となる。
1993年7月29日には豊田市で開催されたイベントへの参加者輸送のため、豊田市駅まで本線から直通の快速急行が運転された（6000系などを使用）。
名鉄標準の方向幕には通常の三河線定期列車で使用される知立、猿投の他に豊田市も入っており、イベントや事故時などで使用されることがある。事故などの異常時には方向幕の設定がない土橋行きが運行されることがある。
トヨタ自動車とその関連企業の工場への通勤路線ともなっているが、愛知環状鉄道とは異なりトヨタカレンダーで稼働日となる祝日は平日ダイヤとはならず通常の休日ダイヤで運行される。

### 知立駅 - 碧南駅間

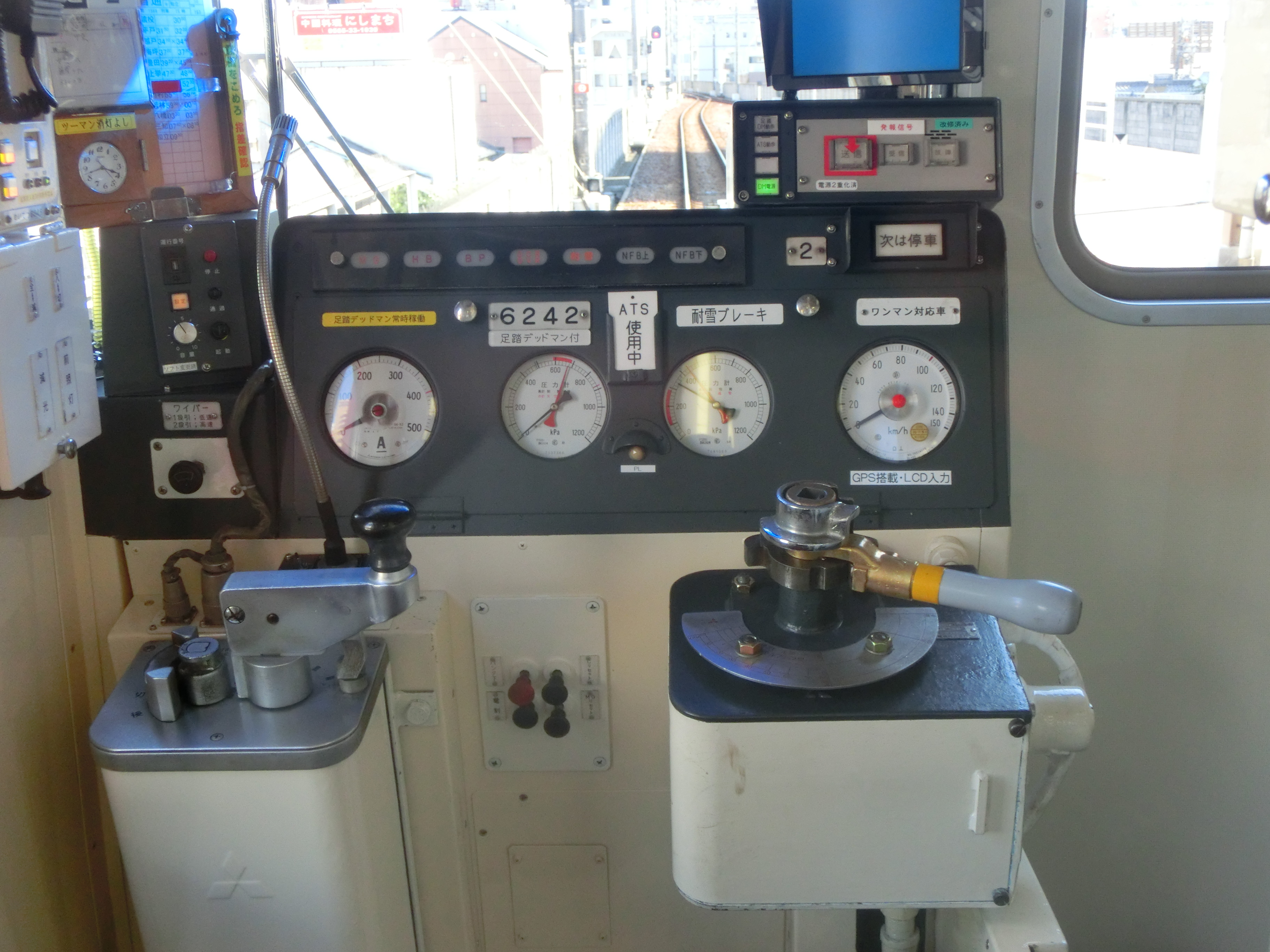
かつて運転台にワンマン運転用の小型液晶モニターが設置されていたが、現在は撤去されている。

海線区間においても約15分間隔の線内折返し運行となっている。山線と同じく平日日中と土休日は2両編成が中心となるが、平日ラッシュ時は4両編成に増強される。海線にも全線で2005年より駅集中管理システムが導入されたことにより、2006年4月29日改正からワンマン運転が開始された。当初は、山線で採用されていたホームセンサー方式は採用されず、小牧線で採用されている駅に設置されたカメラと運転台の小型液晶モニター支援によるワンマン運転となっていた。2021年（令和3年）より、駅に設置されたカメラおよびモニターによる安全確保に切り替えられている。
この区間の最長編成は山線と同じく4両である（刈谷駅は6両対応）。知立駅 - 重原駅間や北新川駅での列車交換はほとんどの時間帯で行われていないが、小垣江 - 三河高浜の往復に10分超かかるため、これ以上の増発は困難である。通常の約15分間隔での運転では刈谷駅、小垣江駅、三河高浜駅、新川町駅で列車交換が行われる。
2005年1月29日改正以前は多数の名古屋本線直通列車が走っていたが、同改正で数本を残して廃止された。同改正で残された直通列車のうち、三河線終着便は2006年4月29日改正で消滅し、三河線発着便も2008年12月27日改正で廃止された。
定期列車は全て知立駅 - 碧南駅の通し運転であるが、事故などで刈谷市駅折り返しの列車が運転されることがある（複線区間に渡り線がないため碧南側本線に引き上げて知立方面に折り返す。方向幕では刈谷市の行先表示ができないため系統板を掲出する）。

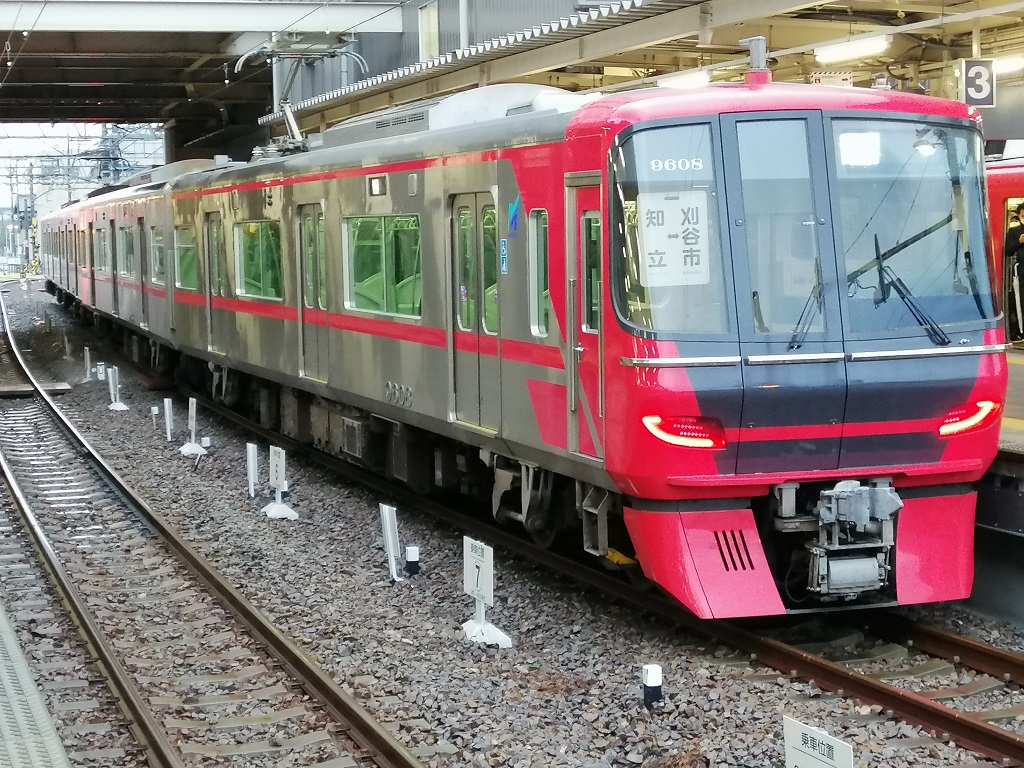
刈谷市駅折り返しの臨時列車

## 使用車両
ここでは基本的に2001年以降の車両について記述する。

### 現在の車両

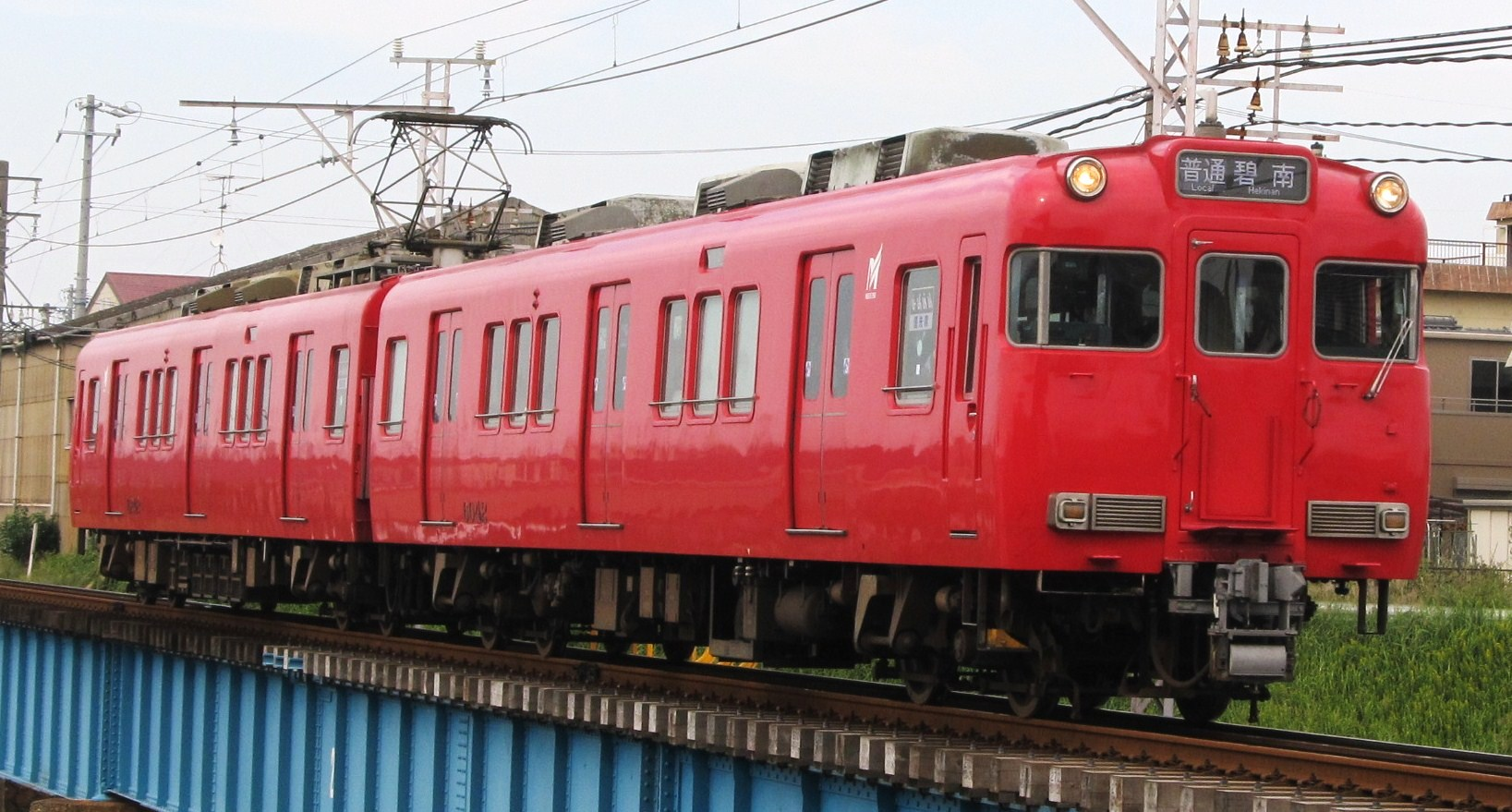
6000系（ワンマン対応車）

山線の梅坪 - 豊田市間に乗り入れる豊田線の電車をのぞき、基本的にワンマン運転対応車で運転され、車内放送は自動放送によって行われている。ワンマン運転対応の車両は自動放送装置のほかにホーム監視のためのモニター、運転席の放送用マイク、デッドマン装置などを装備するが、都市型ワンマンのため、整理券発行機や運賃箱などは設置されていない。ワンマン対応車両は間合いで名古屋本線など他の路線でも運用されている。ワンマン対応車両は車掌乗務の列車と同様に無人駅でもホーム側の全てのドアが開く。

#### 自社車両
- 6000系：通勤用3ドア車でワンマン仕様のものは全席ロングシート。当路線のワンマン用としては現在2両編成が在籍。開閉可能な上昇窓を持つ編成はホームセンサー対応のためワンマン化に際して側窓の下部に保護棒が取り付けられた。7100系と7700系の運用終了に伴い、しばらくの間は全列車が6000系で運行されていた。かつては4両編成での運用もしていたが、6500系への置き換えにより、4両編成は本線系統での運用となった。
- 6500系：通勤用3ドア車でワンマン仕様のものは全席ロングシート。ホームセンサー廃止後はワンマン対応の6500系も運用されるようになった[134]。
- 9100系：通勤用3ドア車で全席ロングシート。2024年8月より断続的に運用されている。
- 100系・200系：これらは地下鉄鶴舞線規格の20m4ドア車で6両編成を組む。いずれも全席ロングシート。当路線では基本的に豊田市 - 梅坪間の1区間のみに乗り入れてくるが、名鉄車のみ前述の早朝に2本設定のある土橋発豊田市行きの運用がある。この運用では方向幕は使われず（白幕と系統板を使用）、自動放送も行われなかったが、2020年12月1日より方向幕を使用するようになった。三河線内では6000系とは編成の向きが逆である（犬山線内の向きを基準としたとき、三河線内では豊橋寄り先頭車が6000系では猿投向き、100系・200系では知立向き）。

なお、山線の沿線でイベントが開催されて列車の増発が行われた場合には通常の三河線用のワンマン車両だけでは足りなくなるため、ワンマン対応で、通常は当路線での定期運用のない3500系、9500系などが入線することがある。2022年まではワンマン非対応の車両も入線していた。

#### 名古屋市交通局の車両
- 名古屋市交通局3050形・N3000形：これらは地下鉄鶴舞線規格の20m4ドア車で6両編成を組む。いずれも全席ロングシート。三河線では基本的に豊田市 - 梅坪間の1区間のみに乗り入れ、それ以外の区間では運用されないが、ごくまれに土橋 - 豊田市などで試運転をすることがある。

### 過去の車両

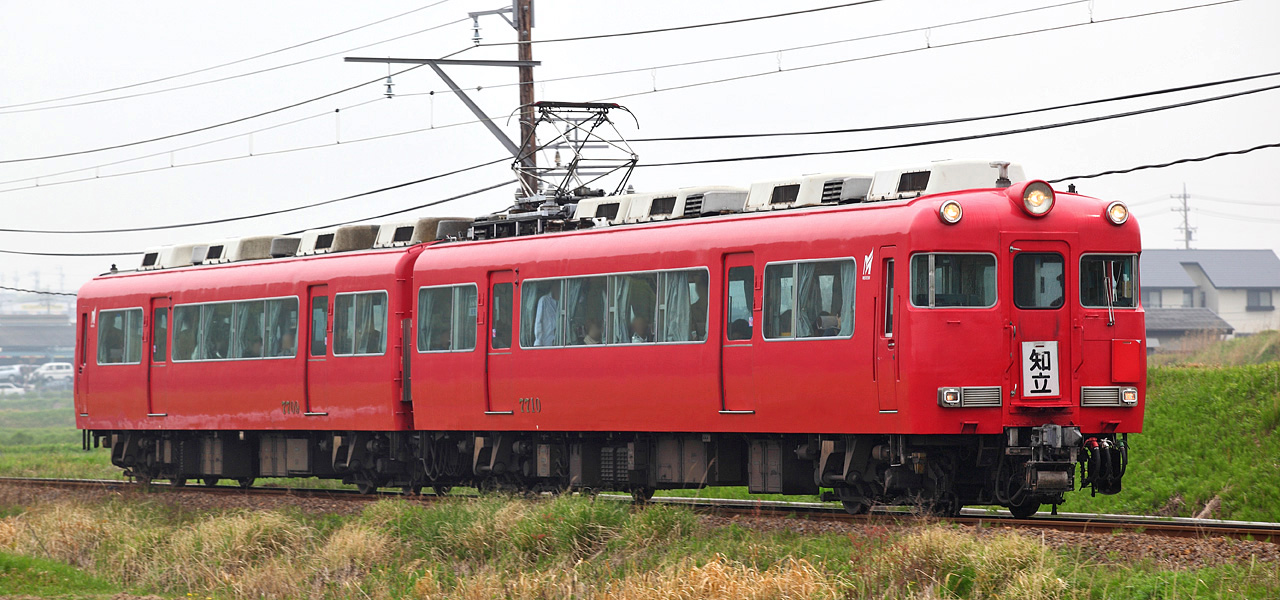
7700系

#### 自社車両
- 7100系：もともとは7000系（パノラマカー）の中間車として1975年に12両が製造されたものであるが、1984年にこのうちの2両（モ7101号とモ7104号）のみ6000系8次車と同様なスタイルの先頭車に改造されたものである。当初は4両編成を組んでいたが、1987年に2両編成に組み直され、さらに2001年にワンマン化され、7700系と共通運用されていた。7700系と同様の2ドアの転換クロスシート車であったが、こちらの方はロングシートの割合が多かった。2009年11月27日に定期運用を離脱し、2日後にさよなら運転を行った。
- 7700系：もともとはセミパノラマカーと呼ばれ、7000系が入線できない支線区の特急車として運用されてきた。1973年に4両編成4本、2両編成4本が導入された。特急運用離脱後は三河線を中心に運用され2001年に8本ともワンマン化された。しかし、老朽化によって運用を終えることが決まり、2010年3月21日にさよなら運転が実施された。運用終了時では名鉄で唯一方向幕を持たない車両であった。
- 6800系：当路線全線でのワンマン化にともない当路線での定期運用はなくなっていたが、2009年10月5日に行われた車両運用の一部変更によって、平日午後に限って海線に1往復定期運行が再開された。休日の同運用は6000系であったが共に車掌が乗務し、車内放送も車掌の肉声によって行われていた。また、この6800系と上記6000系のうちの非ワンマン仕様の2両編成のほとんどは固定セミクロスシートとなっていた。2011年3月26日のダイヤ改正で元のワンマン車両による運用に戻り、定期運用を再び離脱した。
- 5000系：2008年6月、2009年9月から10月の間、猿投検車区（現・猿投検車支区）へ疎開留置された5000系一部編成による定期運転が週1往復設定されていた。

また、ワンマン化される以前は3500系や、1800系、5700・5300系なども主に本線との直通列車で定期運用があったほか、1990年代半ばまでは7300系や3730系などの旧性能車による定期運用も存在した（こちらの方は晩年は線内運用が主体であった）。このほか、7000系もかつては臨時特急で猿投まで乗り入れた。団体列車のみではあるが、8800系や1000系も乗り入れたことがある。非電化区間が廃止されるまではレールバスキハ20・30形も間合い運用（猿投検車区での給油のため）で電化区間を走っていた。電化区間ではレールバスはワンマン運転をしていなかった。

#### 名古屋市交通局の車両
- 名古屋市交通局3000形：1979年の豊田線開業時より豊田市 - 梅坪間に乗り入れていた。順次N3000形に置き換えられ、2023年に運行を終了した。

## 利用状況
愛知県の統計によれば、2010年度（平成22年度）の輸送人員は、29,984千人（一日平均82,147人）、輸送密度は16,758人であった。
廃止前の廃止区間（西中金 - 猿投・碧南 - 吉良吉田）を含めた輸送人員は、2002年度（平成14年度）は一日平均72,424人、2003年度（平成15年度）の一日平均74,200人と、全線の約3分の1にあたる25kmもの区間が廃止されたにもかかわらずほとんど変わっていない。
なお、猿投駅、豊田市駅、刈谷駅、刈谷市駅等の利用者数はここ数年は上昇傾向にある。

## 駅一覧
全駅愛知県内に所在。

### 営業中の区間
- 普通列車のみ運行。全列車、各駅に停車。
- 知立駅を境界駅として山線と海線はそれぞれが独立した運行形態をとっており、両線間を直通する列車は設定されていない。ただし、ダイヤ上は別列車扱いとなる事実上の直通列車はある（知立行きとして運行後、知立駅で碧南行きや猿投行きに変更する）

凡例
線路 … ｜：単線区間 ◇：単線区間の交換可能駅 ∧：これより上は単線 ∨：これより下は単線

#### 猿投駅 - 知立駅間（山線）
| 駅番号 | 駅名       | 駅間 キロ | 営業 キロ | 接続路線 | 線路 | 所在地 |
| ------ | ---------- | --------- | --------- | --- | ---- | ------ |
| MY11   | 猿投駅     | -         | 0.0       | | ◇    | 豊田市 |
| MY10   | 平戸橋駅   | 1.1       | 1.1       | | ｜   | 豊田市 |
| MY09   | 越戸駅     | 1.1       | 2.2       | | ◇    | 豊田市 |
| MY08   | 梅坪駅     | 2.0       | 4.2       | 名古屋鉄道：TT 豊田線（豊田市方面から赤池駅、 名古屋市営地下鉄鶴舞線上小田井駅経由 IY 犬山線方面へ一部直通運転） | ∧    | 豊田市 |
| MY07   | 豊田市駅   | 1.4       | 5.6       | 愛知環状鉄道：■ 愛知環状鉄道線（新豊田駅: 12）                                                                   | ∨    | 豊田市 |
| MY06   | 上挙母駅   | 1.8       | 7.4       | 愛知環状鉄道：■ 愛知環状鉄道線（新上挙母駅: 11）                                                                 | ◇    | 豊田市 |
| MY05   | 土橋駅     | 2.8       | 10.2      | | ◇    | 豊田市 |
| MY04   | 竹村駅     | 2.6       | 12.8      | | ◇    | 豊田市 |
| MY03   | 若林駅     | 2.3       | 15.1      | | ◇    | 豊田市 |
| MY02   | 三河八橋駅 | 2.4       | 17.5      | | ◇    | 豊田市 |
| MY01   | 三河知立駅 | 2.3       | 19.8      | | ◇    | 知立市 |
| NH19   | 知立駅     | 1.5       | 21.3      | 名古屋鉄道：MU 三河線（碧南方面）・NH 名古屋本線                                                                 | ∧    | 知立市 |

#### 知立駅 - 碧南駅間（海線）
営業キロは猿投駅起点。
| 駅番号 | 駅名       | 駅間 キロ | 営業 キロ | 接続路線                                         | 線路 | 所在地 |
| ------ | ---------- | --------- | --------- | ------------------------------------------------ | ---- | ------ |
| NH19   | 知立駅     | -         | 21.3      | 名古屋鉄道：MY 三河線（猿投方面）・NH 名古屋本線 | ∨    | 知立市 |
| MU01   | 重原駅     | 2.2       | 23.5      |                                                  | ◇    | 知立市 |
| MU02   | 刈谷駅     | 1.7       | 25.2      | 東海旅客鉄道：CA 東海道本線 (CA58)               | ∧    | 刈谷市 |
| MU03   | 刈谷市駅   | 1.6       | 26.8      |                                                  | ∨    | 刈谷市 |
| MU04   | 小垣江駅   | 2.6       | 29.4      |                                                  | ◇    | 刈谷市 |
| MU05   | 吉浜駅     | 2.0       | 31.4      |                                                  | ｜   | 高浜市 |
| MU06   | 三河高浜駅 | 1.9       | 33.3      |                                                  | ◇    | 高浜市 |
| MU07   | 高浜港駅   | 1.0       | 34.3      |                                                  | ｜   | 高浜市 |
| MU08   | 北新川駅   | 1.8       | 36.1      |                                                  | ◇    | 碧南市 |
| MU09   | 新川町駅   | 1.0       | 37.1      |                                                  | ◇    | 碧南市 |
| MU10   | 碧南中央駅 | 1.1       | 38.2      |                                                  | ｜   | 碧南市 |
| MU11   | 碧南駅     | 1.6       | 39.8      |                                                  | ◇    | 碧南市 |

#### 過去の接続路線
- 上挙母駅：名鉄挙母線 - 1973年3月4日廃止
- 新川町駅：名鉄新川口支線 - 1955年2月1日廃止
- 碧南駅：名鉄大浜口支線 - 1946年8月1日廃止

### 廃止区間
- 駅名・所在地などは廃止時点のもの。
- 営業キロは西中金駅起点（各支線は割愛）。

凡例
線路（廃止時） … ｜：交換不可 ◇：交換可能
| 駅名           | 駅間 キロ | 営業 キロ | 接続路線 | 線路 | 所在地 |
| -------------- | --------- | --------- | -------- | ---- | ------ |
| 西中金駅       | -         | 0.0       |          | ｜   | 豊田市 |
| 三河広瀬駅     | 2.8       | 2.8       |          | ｜   | 豊田市 |
| 枝下駅         | 1.3       | 4.1       |          | ｜   | 豊田市 |
| 三河御船駅     | 3.0       | 7.1       |          | ｜   | 豊田市 |
| 猿投駅（現存） | 1.5       | 8.6       |          | ◇    | 豊田市 |

| 駅名               | 駅間 キロ | 営業 キロ | 接続路線                                               | 線路 | 所在地       |
| ------------------ | --------- | --------- | ------------------------------------------------------ | ---- | ------------ |
| 碧南駅（現存）     | -         | 48.4      |                                                        | ◇    | 碧南市       |
| 玉津浦駅           | 0.7       | 49.1      | 大浜臨港線運送（1959年12月3日廃止）                    | ｜   | 碧南市       |
| 棚尾駅             | 0.9       | 50.0      |                                                        | ｜   | 碧南市       |
| 三河旭駅           | 0.7       | 50.7      |                                                        | ｜   | 碧南市       |
| 中畑駅             | 1.5       | 52.2      |                                                        | ｜   | 西尾市       |
| 三河平坂駅         | 1.0       | 53.2      | 名古屋鉄道：平坂支線（1960年3月27日廃止） （平坂口駅） | ◇    | 西尾市       |
| 三河楠駅           | 1.1       | 54.3      |                                                        | ｜   | 西尾市       |
| 北寺津駅*          | 1.5       | 55.8      |                                                        | ｜   | 西尾市       |
| 寺津駅             | 0.5       | 56.3      |                                                        | ｜   | 西尾市       |
| 西一色駅           | 2.3       | 58.6      |                                                        | ｜   | 幡豆郡一色町 |
| 三河一色駅         | 1.5       | 60.1      |                                                        | ｜   | 幡豆郡一色町 |
| 松木島駅           | 2.0       | 62.1      |                                                        | ｜   | 幡豆郡一色町 |
| 吉良吉田駅（現存） | 2.7       | 64.8      | 名古屋鉄道：西尾線・蒲郡線                             | ◇    | 幡豆郡吉良町 |

*北寺津駅は1969年4月25日廃止。
| 駅名           | 駅間 キロ | 接続路線           | 所在地 |
| -------------- | --------- | ------------------ | ------ |
| 新川町駅       | -         | 名古屋鉄道：三河線 | 碧南市 |
| （貨）新川口駅 | 0.6       |                    | 碧南市 |

| 駅名           | 駅間 キロ | 接続路線           | 所在地       |
| -------------- | --------- | ------------------ | ------------ |
| 大浜港駅       | -         | 名古屋鉄道：三河線 | 碧海郡大浜町 |
| （貨）大浜口駅 | 0.4       |                    | 碧海郡大浜町 |

### 未成区間
足助駅 - 追分駅 - 中切駅 - 野口駅 - 東中金駅 - 西中金駅